# Torneo Clausura 2012 Liga Premier de Ascenso
El Torneo Clausura 2012 de la Liga Premier de Ascenso fue el 30.º torneo corto que cerró la LXIII Temporada de la Segunda División de México. Contó con la participación de 30 equipos. Se repeitieron los papeles del torneo anterior, de nuevo el campeón de la competición fue el conjunto de Titanes de Tulancingo quien derrotó por segunda ocasión consecutiva a Tecamachalco en la final. Como consecuencia de esto Titanes se convirtió en Campeón de la Liga Premier de Ascenso 2011-12.
Sin embargo, el equipo de Tulancingo no pudo promocionar a la Liga de Ascenso por no cumplir con los requisitos necesarios para la división, por lo que el finalista Tecamachalco tomó el boleto, pero este club tampoco lograba satisfacer las necesidades establecidas por el cuaderno de cargos, lo que llevó a que se considerara la posibilidad del ascenso para el Club Deportivo de los Altos por ser el conjunto con mayor puntuación en la temporada y por presentar un plan de acciones para cumplir con la reglamentación, finalmente, la franquicia de Tecamachalco recibió una prórroga de un año para corregir su situación, por ello finalmente accedería a la categoría superior en el Apertura 2013 bajo el nombre de Alebrijes de Oaxaca.

## Sistema de competición
El sistema de competición es el mismo del Torneo Apertura 2011. Este se desarrolla en dos fases:
- Fase de calificación: que se integra por las 15 jornadas del torneo.
- Fase final: que se integra por los partidos de ida y vuelta en rondas de octavos, de cuartos de final, de semifinal y final.

### Fase de calificación
En la fase de calificación se observará el sistema de puntos. La ubicación en la tabla general está sujeta a lo siguiente:
En la fase de calificación se observará el sistema de puntos, apareciendo en los calendarios de juego 
primero el nombre del club local seguido del nombre del club visitante. 
La ubicación en las Tablas de Clasificación por Grupo estará sujeta al número de puntos obtenidos en 
cada partido de acuerdo al resultado. 
- Por juego ganado: 3 puntos
  - Si el equipo visitante gana el juego por diferencia de dos goles, se le otorgará 1 punto adicional. Aplica únicamente para partidos jugados; no aplica para partidos ganados por motivo de resolución.

- Por juego empatado: 1 punto
  - Tratándose de empates a dos o más goles, será obligatoria la participación de los Equipos participantes en una serie de tiros penales, conforme al criterio establecido en el Artículo 31 del presente Reglamento; otorgándosele 1 punto adicional al Equipo que resulte ganador de dicha serie.

- Por juego perdido: 0 puntos

En esta fase participan los 30 Clubes de la Liga Premier de Ascenso jugando en cada grupo todos contra todos durante las jornadas respectivas, a un solo partido.
El orden de los clubes al final de la Fase de Calificación del torneo corresponderá a la suma de los puntos obtenidos por cada uno de ellos y se presentará en forma descendente. Si al finalizar las 14 jornadas del torneo, dos o más clubes estuviesen empatados en puntos, su posición en la Tabla general será determinada atendiendo a los siguientes criterios de desempate:
1. Mejor diferencia entre los goles anotados y recibidos.
2. Mayor número de goles anotados.
3. Marcadores particulares entre los Clubes empatados.
4. Mayor número de goles anotados como visitante.
5. Mejor ubicado en la Tabla general de cociente.
6. Tabla Fair Play.
7. Sorteo.

Para determinar los lugares que ocuparán los clubes que participen en la fase final del torneo se tomará como base la Tabla general de clasificación.
Participan automáticamente por el título de Campeón de la Liga Premier de Ascenso los primeros 8 lugares de cada grupo (16 en total) y el mejor sexto sitio.

### Fase final
Los 16 clubes calificados para esta fase del torneo serán reubicados de acuerdo con el lugar que ocupen en la Tabla general al término de la jornada 14, con el puesto del número uno al club mejor clasificado, y así hasta el # 16. Los partidos a esta Fase se desarrollarán a visita, en las siguientes etapas:
- Octavos de final
- Cuartos de final
- Semifinales
- Final

Los clubes vencedores en los partidos de octavos, cuartos de final y semifinal serán aquellos que en los dos juegos anoten el mayor número de goles. De existir empate en el número de goles anotados, la posición se definirá a favor del club con mayor cantidad de goles a favor cuando actúe como visitante.
Si una vez aplicado el criterio anterior los clubes siguieran empatados, se observará la posición de los clubes en la Tabla general de clasificación.
Los partidos correspondientes a la Fase final se jugarán obligatoriamente los días miércoles y sábado, y jueves y domingo eligiendo, en su caso, exclusivamente en forma descendente, los cuatro Clubes mejor clasificados en la Tabla general al término de la jornada 12, el día y horario de su partido como local. Los siguientes cuatro Clubes podrán elegir únicamente el horario.
El Club vencedor de la Final y por lo tanto Campeón, será aquel que en los dos partidos anote el mayor número de goles. Si al término del tiempo reglamentario el partido está empatado, se agregarán dos tiempos extras de 15 minutos cada uno. De persistir el empate en estos periodos, se procederá a lanzar tiros penales hasta que resulte un vencedor.
Los partidos de Octavos de final se sortearán al finalizar el torneo regular, tomando siempre como equipos locales los que se encuentren en la mejor posición en la tabla respecto al rival.
Los partidos de cuartos de final se jugarán de la siguiente manera:
Llave 1 vs Llave 2

Llave 3 vs Llave 4
Llave 5 vs Llave 6
Llave 7 vs Llave 8 
En las semifinales participarán los cuatro clubes vencedores de cuartos de final, reubicándolos del uno al cuatro, de acuerdo a su mejor posición en la Tabla general de clasificación al término de la jornada 15 del torneo correspondiente, enfrentándose:
1° vs 4°

2° vs 3°  
Disputarán el título de Campeón de los Torneos Apertura 2011 y Clausura 2012 los dos clubes vencedores de la fase semifinal correspondiente, reubicándolos del uno al dos, de acuerdo a su mejor posición en la Tabla general de clasificación al término de las jornadas de cada torneo.

## Equipos participantes

### Grupo 1
| Equipo                                     | Ciudad                       | Estadio                              |
| ------------------------------------------ | ---------------------------- | ------------------------------------ |
| Águilas Reales de Zacatecas                | Zacatecas, Zacatecas         | Francisco Villa                      |
| Bravos de Nuevo Laredo                     | Nuevo Laredo, Tamaulipas     | Unidad Deportiva Benito Juárez       |
| Cachorros de la Universidad de Guadalajara | Zapopan, Jalisco             | Jalisco                              |
| Chivas Rayadas                             | Zapopan, Jalisco             | Omnilife / Verde Valle               |
| Club Deportivo de Los Altos                | Yahualica, Jalisco           | Las Ánimas                           |
| Deportivo Guamúchil                        | Guamúchil, Sinaloa           | Coloso del Dique                     |
| Deportivo Tepic                            | Tepic, Nayarit               | Arena Cora                           |
| FC Excélsior                               | Salinas Victoria, Nuevo León | Centro Deportivo Soriana             |
| Loros de la Universidad de Colima          | Colima, Colima               | Olímpico Universitario de Colima     |
| Real Saltillo Soccer                       | Saltillo, Coahuila           | Olímpico Francisco I. Madero         |
| Tampico Madero                             | Tampico Madero, Tamaulipas   | Tamaulipas                           |
| Universidad Autónoma de Chihuahua          | Chihuahua, Chihuahua         | Olímpico UACH                        |
| Correcaminos de la UAT "B"                 | Ciudad Victoria, Tamaulipas  | Eugenio Alvizo Porras                |
| Unión de Curtidores                        | León, Guanajuato             | La Martinica                         |
| Vaqueros de Ixtlán                         | Tonalá, Jalisco              | Unidad Deportiva Revolución Mexicana |

### Grupo 2
| Equipo                                    | Ciudad                                  | Estadio                                   |
| ----------------------------------------- | --------------------------------------- | ----------------------------------------- |
| Ballenas Galeana Morelos                  | Xochitepec, Morelos                     | Mariano Matamoros                         |
| Cruz Azul Jasso                           | Ciudad Cooperativa Cruz Azul, Hidalgo   | 10 de diciembre                           |
| Cuautitlán                                | Cuautitlán, Estado de México            | Los Pinos                                 |
| Guerreros de Acapulco                     | Acapulco, Guerrero                      | Benito Juárez                             |
| Inter Playa del Carmen                    | Playa del Carmen, Quintana Roo          | Mario Villanueva Madrid                   |
| CD Lozaro                                 | Oaxtepec, Morelos                       | Olímpico del Centro Vacacional IMSS       |
| Ocelotes de la UNACH                      | Tapachula, Chiapas                      | Olímpico de Tapachula                     |
| Orizaba                                   | Orizaba, Veracruz                       | Socum                                     |
| Patriotas de Córdoba                      | Córdoba, Veracruz                       | Rafael Murillo Vidal                      |
| Querétaro FC B                            | Santiago de Querétaro, Querétaro        | Unidad Deportiva La Cañada                |
| San Miguel FC Caudillos                   | San Miguel de Allende, Guanajuato       | José María 'Capi' Correa                  |
| Tecamachalco                              | Ciudad Nezahualcóyotl, Estado de México | Universidad Tecnológica de Nezahualcóyotl |
| Tiburones Rojos B                         | Boca del Río, Veracruz                  | Luis Pirata Fuente                        |
| Titanes de Tulancingo                     | Tulancingo, Hidalgo                     | Primero de Mayo                           |
| Universidad Autónoma del Estado de México | Toluca, Estado de México                | Universitario Alberto "Chivo" Córdoba     |

## Grupos

### Grupo 1
| Pos. | Equipo                            | Pts. | PJ | G | E | P  | GF | GC | Dif. | Clasificación       |
| ---- | --------------------------------- | ---- | -- | - | - | -- | -- | -- | ---- | ------------------- |
| 1    | Deportivo de los Altos            | 31   | 14 | 8 | 4 | 2  | 25 | 16 | +9   | Liguilla de ascenso |
| 2    | Chivas Rayadas                    | 30   | 14 | 8 | 2 | 4  | 26 | 14 | +12  | Liguilla de ascenso |
| 3    | Bravos de Nuevo Laredo            | 30   | 14 | 8 | 3 | 3  | 21 | 10 | +11  | Liguilla de ascenso |
| 4    | Dorados UACH                      | 28   | 14 | 8 | 3 | 3  | 24 | 13 | +11  | Liguilla de ascenso |
| 5    | Deportivo Tepic                   | 26   | 14 | 7 | 3 | 4  | 21 | 12 | +9   | Liguilla de ascenso |
| 6    | Loros de la Universidad de Colima | 26   | 14 | 5 | 6 | 3  | 24 | 16 | +8   |                     |
| 7    | Tampico Madero                    | 25   | 14 | 3 | 9 | 2  | 20 | 21 | −1   | Liguilla de ascenso |
| 8    | Correcaminos de la UAT "B"        | 24   | 14 | 6 | 4 | 4  | 23 | 19 | +4   | Liguilla de ascenso |
| 9    | Unión de Curtidores               | 24   | 14 | 3 | 9 | 2  | 14 | 13 | +1   | Liguilla de ascenso |
| 10   | Deportivo Guamúchil               | 23   | 14 | 6 | 3 | 5  | 19 | 21 | −2   |                     |
| 11   | Vaqueros de Ixtlán                | 15   | 14 | 2 | 5 | 7  | 10 | 17 | −7   |                     |
| 12   | Águilas Reales de Zacatecas       | 15   | 14 | 4 | 2 | 8  | 19 | 30 | −11  |                     |
| 13   | Cachorros de la U. de G.          | 13   | 14 | 2 | 4 | 8  | 18 | 28 | −10  |                     |
| 14   | Real Saltillo Soccer              | 10   | 14 | 3 | 1 | 10 | 12 | 26 | −14  |                     |
| 15   | F.C. Excélsior                    | 7    | 14 | 0 | 6 | 8  | 12 | 32 | −20  |                     |

 Fuente: Segunda División FMF
Notas:
1. ↑  Aunque el club Loros de la Universidad de Colima consiguió una plaza en la liguilla de ascenso, la directiva del equipo decidió no participar en esa etapa debido a que el propietario consideró que el plantel no cumplió con los resultados deportivos esperados, por lo que decidió liquidar a toda la plantilla y rehacer al cuadro de futbolistas.[4]

### Grupo 2
| Pos. | Equipo                   | Pts. | PJ | G | E | P | GF | GC | Dif. | Clasificación         |
| ---- | ------------------------ | ---- | -- | - | - | - | -- | -- | ---- | --------------------- |
| 1    | Titanes de Tulancingo    | 35   | 14 | 9 | 3 | 2 | 38 | 18 | +20  | Liguilla de ascenso   |
| 2    | Tecamachalco             | 34   | 14 | 9 | 2 | 3 | 39 | 22 | +17  | Liguilla de ascenso   |
| 3    | Orizaba                  | 27   | 14 | 6 | 5 | 3 | 21 | 12 | +9   | Liguilla de ascenso   |
| 4    | Ballenas Galeana Morelos | 27   | 14 | 7 | 2 | 5 | 22 | 16 | +6   | Liguilla de ascenso   |
| 5    | Ocelotes UNACH           | 25   | 14 | 8 | 0 | 6 | 30 | 20 | +10  | Liguilla de ascenso   |
| 6    | Patriotas de Córdoba     | 25   | 14 | 6 | 3 | 5 | 16 | 22 | −6   | Liguilla de ascenso   |
| 7    | Cruz Azul Jasso          | 24   | 14 | 7 | 2 | 5 | 20 | 17 | +3   | Liguilla de ascenso   |
| 8    | Potros UAEM              | 23   | 14 | 6 | 3 | 5 | 24 | 21 | +3   | Liguilla de ascenso   |
| 9    | Tiburones Rojos "B"      | 21   | 14 | 6 | 1 | 7 | 20 | 22 | −2   |                       |
| 10   | C.D. Lozaro              | 20   | 14 | 5 | 3 | 6 | 19 | 24 | −5   |                       |
| 11   | Inter Playa del Carmen   | 20   | 14 | 6 | 0 | 8 | 19 | 24 | −5   |                       |
| 12   | Guerreros de Acapulco    | 17   | 14 | 4 | 4 | 6 | 21 | 24 | −3   |                       |
| 13   | Cuautitlán               | 14   | 14 | 3 | 3 | 8 | 21 | 39 | −18  |                       |
| 14   | Querétaro F.C. "B"       | 11   | 14 | 2 | 4 | 8 | 9  | 20 | −11  |                       |
| 15   | San Miguel Caudillos     | 9    | 14 | 2 | 3 | 9 | 10 | 29 | −19  | Descenso de Categoría |

 Fuente: Segunda División FMF

## Tabla General
| Pos. | Equipo                            | Pts. | PJ | G | E | P  | GF | GC | Dif. | Clasificación         |
| ---- | --------------------------------- | ---- | -- | - | - | -- | -- | -- | ---- | --------------------- |
| 1    | Titanes de Tulancingo             | 35   | 14 | 9 | 3 | 2  | 38 | 18 | +20  | Liguilla de ascenso   |
| 2    | Tecamachalco                      | 34   | 14 | 9 | 2 | 3  | 39 | 22 | +17  | Liguilla de ascenso   |
| 3    | Deportivo de los Altos            | 31   | 14 | 8 | 4 | 2  | 25 | 16 | +9   | Liguilla de ascenso   |
| 4    | Chivas Rayadas                    | 30   | 14 | 8 | 2 | 4  | 26 | 14 | +12  | Liguilla de ascenso   |
| 5    | Bravos de Nuevo Laredo            | 30   | 14 | 8 | 3 | 3  | 21 | 10 | +11  | Liguilla de ascenso   |
| 6    | Dorados UACH                      | 28   | 14 | 8 | 3 | 3  | 24 | 13 | +11  | Liguilla de ascenso   |
| 7    | Orizaba                           | 27   | 14 | 6 | 5 | 3  | 21 | 12 | +9   | Liguilla de ascenso   |
| 8    | Ballenas Galeana Morelos          | 27   | 14 | 7 | 2 | 5  | 22 | 16 | +6   | Liguilla de ascenso   |
| 9    | Deportivo Tepic                   | 26   | 14 | 7 | 3 | 4  | 21 | 12 | +9   | Liguilla de ascenso   |
| 10   | Loros de la Universidad de Colima | 26   | 14 | 5 | 6 | 3  | 24 | 16 | +8   |                       |
| 11   | Ocelotes UNACH                    | 25   | 14 | 8 | 0 | 6  | 30 | 20 | +10  | Liguilla de ascenso   |
| 12   | Tampico Madero                    | 25   | 14 | 3 | 9 | 2  | 20 | 21 | −1   | Liguilla de ascenso   |
| 13   | Patriotas de Córdoba              | 25   | 14 | 6 | 3 | 5  | 16 | 22 | −6   | Liguilla de ascenso   |
| 14   | Correcaminos de la UAT "B"        | 24   | 14 | 6 | 4 | 4  | 23 | 19 | +4   | Liguilla de ascenso   |
| 15   | Cruz Azul Jasso                   | 24   | 14 | 7 | 2 | 5  | 20 | 17 | +3   | Liguilla de ascenso   |
| 16   | Unión de Curtidores               | 24   | 14 | 3 | 9 | 2  | 14 | 13 | +1   | Liguilla de ascenso   |
| 17   | Potros UAEM                       | 23   | 14 | 6 | 3 | 5  | 24 | 21 | +3   | Liguilla de ascenso   |
| 18   | Deportivo Guamúchil               | 23   | 14 | 6 | 3 | 5  | 19 | 21 | −2   |                       |
| 19   | Tiburones Rojos "B"               | 21   | 14 | 6 | 1 | 7  | 20 | 22 | −2   |                       |
| 20   | C.D. Lozaro                       | 20   | 14 | 5 | 3 | 6  | 19 | 24 | −5   |                       |
| 21   | Inter Playa del Carmen            | 20   | 14 | 6 | 0 | 8  | 19 | 24 | −5   |                       |
| 22   | Guerreros de Acapulco             | 17   | 14 | 4 | 4 | 6  | 21 | 24 | −3   |                       |
| 23   | Vaqueros de Ixtlán                | 15   | 14 | 2 | 5 | 7  | 10 | 17 | −7   |                       |
| 24   | Águilas Reales de Zacatecas       | 15   | 14 | 4 | 2 | 8  | 19 | 30 | −11  |                       |
| 25   | Cuautitlán                        | 14   | 14 | 3 | 3 | 8  | 21 | 39 | −18  |                       |
| 26   | Cachorros de la U. de G.          | 13   | 14 | 2 | 4 | 8  | 18 | 28 | −10  |                       |
| 27   | Querétaro F.C. "B"                | 11   | 14 | 2 | 4 | 8  | 9  | 20 | −11  |                       |
| 28   | Real Saltillo Soccer              | 10   | 14 | 3 | 1 | 10 | 12 | 26 | −14  |                       |
| 29   | San Miguel Caudillos              | 9    | 14 | 2 | 3 | 9  | 10 | 29 | −19  | Descenso de Categoría |
| 30   | F.C. Excélsior                    | 7    | 14 | 0 | 6 | 8  | 12 | 32 | −20  |                       |

 Fuente: Segunda División FMF
Notas:
1. ↑  Aunque el club Loros de la Universidad de Colima consiguió una plaza en la liguilla de ascenso, la directiva del equipo decidió no participar en esa etapa debido a que el propietario consideró que el plantel no cumplió con los resultados deportivos esperados, por lo que decidió liquidar a toda la plantilla y rehacer al cuadro de futbolistas.[4]

## Torneo regular
- Horarios mostrados en tiempo del Centro de México (UTC -6) y (UTC -5) en Horario de Verano'

| Jornada 1              | Jornada 1 | Jornada 1              | Jornada 1                        | Jornada 1             | Jornada 1             | Jornada 1 | Jornada 1 | Jornada 1 | Jornada 1 | Jornada 1 |
| Grupo A                | Grupo A   | Grupo A                | Grupo A                          | Grupo A               | Grupo A               | Grupo A   | Grupo A   | Grupo A   | Grupo A   | Grupo A   |
| Local                  | Resultado | Visitante              | Estadio                          | Fecha                 | Hora                  |           |           |           |           |           |
| ---------------------- | --------- | ---------------------- | -------------------------------- | --------------------- | --------------------- | --------- | --------- | --------- | --------- | --------- |
| Real Saltillo Soccer   | 0 - 4     | Vaqueros Ixtlán        | Universidad Autónoma de Coahuila | 13 de enero           | 15:00                 |           |           |           |           |           |
| Correcaminos UAT "B"   | 2 - 0     | Águilas Reales         | Eugenio Alvizo Porras            | 13 de enero           | 16:00                 |           |           |           |           |           |
| Unión de Curtidores    | 1 - 1     | Chivas Rayadas         | La Martinica                     | 13 de enero           | 19:15                 |           |           |           |           |           |
| FC Excélsior           | 0 - 1     | Deportivo Guamúchil    | Centro Deportivo Soriana         | 14 de enero           | 11:00                 |           |           |           |           |           |
| Deportivo de Los Altos | 4 - 2     | Cachorros U. de G.     | Las Ánimas                       | 14 de enero           | 16:00                 |           |           |           |           |           |
| Tampico Madero         | 2 - 1     | Bravos de Nuevo Laredo | Tamaulipas                       | 14 de enero           | 19:00                 |           |           |           |           |           |
| Loros de Colima        | 3 - 0     | Deportivo Tepic        | Olímpico Universitario de Colima | 14 de enero           | 20:00                 |           |           |           |           |           |
| DESCANSO               | DESCANSO  | DESCANSO               | Dorados UACH                     | Dorados UACH          | Dorados UACH          |           |           |           |           |           |
| Grupo B                |           |                        |                                  |                       |                       |           |           |           |           |           |
| Local                  | Resultado | Visitante              | Estadio                          | Fecha                 | Hora                  |           |           |           |           |           |
| Titanes                | 5 - 1     | Patriotas de Córdoba   | Primero de Mayo                  | 13 de enero           | 16:00                 |           |           |           |           |           |
| Querétaro FC "B"       | 0 - 0     | Cuautitlán             | U.D. La Cañada                   | 13 de enero           | 16:00                 |           |           |           |           |           |
| Inter Playa            | 1 - 0     | Ocelotes UNACH         | Mario Villanueva Madrid          | 13 de enero           | 19:00                 |           |           |           |           |           |
| CD Lozaro              | 2 - 3     | Ballenas Galeana       | Centro Vacacional IMSS           | 14 de enero           | 12:00                 |           |           |           |           |           |
| Orizaba                | 1 - 0     | Tiburones Rojos "B"    | Socum                            | 14 de enero           | 15:00                 |           |           |           |           |           |
| Tecamachalco           | 3 - 2     | Potros UAEM            | Neza 86                          | 14 de marzo           | 16:00                 |           |           |           |           |           |
| San Miguel Caudillos   | 0 - 0     | Cruz Azul Jasso        | José María 'Capi' Correa         | 28 de marzo           | 15:00                 |           |           |           |           |           |
| DESCANSO               | DESCANSO  | DESCANSO               | Guerreros de Acapulco            | Guerreros de Acapulco | Guerreros de Acapulco |           |           |           |           |           |

| Jornada 2              | Jornada 2 | Jornada 2              | Jornada 2                | Jornada 2            | Jornada 2            | Jornada 2 | Jornada 2 | Jornada 2 | Jornada 2 | Jornada 2 |
| Grupo A                | Grupo A   | Grupo A                | Grupo A                  | Grupo A              | Grupo A              | Grupo A   | Grupo A   | Grupo A   | Grupo A   | Grupo A   |
| Local                  | Resultado | Visitante              | Estadio                  | Fecha                | Hora                 |           |           |           |           |           |
| ---------------------- | --------- | ---------------------- | ------------------------ | -------------------- | -------------------- | --------- | --------- | --------- | --------- | --------- |
| Chivas Rayadas         | 2 - 0     | Loros de Colima        | Omnilife                 | 20 de enero          | 16:00                |           |           |           |           |           |
| Vaqueros Ixtlán        | 0 - 2     | Deportivo de Los Altos | U.D. Revolución Mexicana | 20 de enero          | 17:00                |           |           |           |           |           |
| Bravos de Nuevo Laredo | 1 - 0     | Unión de Curtidores    | U.D. Benito Juárez       | 20 de enero          | 19:15                |           |           |           |           |           |
| Deportivo Guamúchil    | 2 - 3     | Dorados UACH           | Coloso del Dique         | 20 de enero          | 21:05                |           |           |           |           |           |
| Deportivo Tepic        | 3 - 1     | Correcaminos UAT "B"   | Arena Cora               | 21 de enero          | 15:00                |           |           |           |           |           |
| Águilas Reales         | 2 - 1     | Real Saltillo Soccer   | Francisco Villa          | 21 de enero          | 16:00                |           |           |           |           |           |
| Cachorros U. de G.     | 1 - 1     | FC Excélsior           | Jalisco                  | 22 de enero          | 12:00                |           |           |           |           |           |
| DESCANSO               | DESCANSO  | DESCANSO               | Tampico Madero           | Tampico Madero       | Tampico Madero       |           |           |           |           |           |
| Grupo B                |           |                        |                          |                      |                      |           |           |           |           |           |
| Local                  | Resultado | Visitante              | Estadio                  | Fecha                | Hora                 |           |           |           |           |           |
| Cruz Azul Jasso        | 0 - 1     | Querétaro FC "B"       | 10 de diciembre          | 21 de enero          | 11:00                |           |           |           |           |           |
| Potros UAEM            | 1 - 2     | Titanes                | Alberto "Chivo" Córdoba  | 21 de enero          | 12:00                |           |           |           |           |           |
| Ballenas Galeana       | 1 - 2     | Orizaba                | Mariano Matamoros        | 21 de enero          | 15:30                |           |           |           |           |           |
| Ocelotes UNACH         | 4 - 2     | CD Lozaro              | Olímpico de Tapachula    | 21 de enero          | 18:00                |           |           |           |           |           |
| Guerreros de Acapulco  | 0 - 1     | Inter Playa            | Benito Juárez            | 21 de enero          | 19:30                |           |           |           |           |           |
| Tiburones Rojos "B"    | 3 - 0     | San Miguel Caudillos   | Luis "Pirata" Fuente     | 22 de enero          | 10:00                |           |           |           |           |           |
| Cuautitlán             | 4 - 2     | Tecamachalco           | Los Pinos                | 22 de enero          | 16:00                |           |           |           |           |           |
| DESCANSO               | DESCANSO  | DESCANSO               | Patriotas de Córdoba     | Patriotas de Córdoba | Patriotas de Córdoba |           |           |           |           |           |

| Jornada 3              | Jornada 3 | Jornada 3              | Jornada 3                        | Jornada 3           | Jornada 3           | Jornada 3 | Jornada 3 | Jornada 3 | Jornada 3 | Jornada 3 |
| Grupo A                | Grupo A   | Grupo A                | Grupo A                          | Grupo A             | Grupo A             | Grupo A   | Grupo A   | Grupo A   | Grupo A   | Grupo A   |
| Local                  | Resultado | Visitante              | Estadio                          | Fecha               | Hora                |           |           |           |           |           |
| ---------------------- | --------- | ---------------------- | -------------------------------- | ------------------- | ------------------- | --------- | --------- | --------- | --------- | --------- |
| Chivas Rayadas         | 0 - 1     | Deportivo Tepic        | Omnilife                         | 27 de enero         | 16:00               |           |           |           |           |           |
| Dorados UACH           | 2 - 2     | Cachorros U. de G.     | Olímpico UACH                    | 27 de enero         | 19:00               |           |           |           |           |           |
| FC Excélsior           | 0 - 1     | Vaqueros Ixtlán        | Centro Deportivo Soriana         | 28 de enero         | 11:00               |           |           |           |           |           |
| Deportivo de Los Altos | 5 - 1     | Águilas Reales         | Las Ánimas                       | 28 de enero         | 16:00               |           |           |           |           |           |
| Tampico Madero         | 3 - 3     | Deportivo Guamúchil    | Tamaulipas                       | 28 de enero         | 19:00               |           |           |           |           |           |
| Real Saltillo Soccer   | 1 - 2     | Correcaminos UAT "B"   | Olímpico Francisco I. Madero     | 28 de enero         | 19:30               |           |           |           |           |           |
| Loros de Colima        | 2 - 2     | Bravos de Nuevo Laredo | Olímpico Universitario de Colima | 28 de enero         | 20:00               |           |           |           |           |           |
| DESCANSO               | DESCANSO  | DESCANSO               | Unión de Curtidores              | Unión de Curtidores | Unión de Curtidores |           |           |           |           |           |
| Grupo B                |           |                        |                                  |                     |                     |           |           |           |           |           |
| Local                  | Resultado | Visitante              | Estadio                          | Fecha               | Hora                |           |           |           |           |           |
| Querétaro FC "B"       | 1 - 3     | Tiburones Rojos "B"    | U.D. La Cañada                   | 27 de enero         | 16:00               |           |           |           |           |           |
| Titanes                | 9 - 1     | Cuautitlán             | Primero de Mayo                  | 27 de enero         | 16:00               |           |           |           |           |           |
| Tecamachalco           | 1 - 2     | Cruz Azul Jasso        | Alberto Pérez Navarro            | 28 de enero         | 12:00               |           |           |           |           |           |
| CD Lozaro              | 0 - 0     | Guerreros de Acapulco  | Centro Vacacional IMSS           | 28 de enero         | 12:00               |           |           |           |           |           |
| Potros UAEM            | 1 - 1     | Patriotas de Córdoba   | Alberto "Chivo" Córdoba          | 28 de enero         | 12:00               |           |           |           |           |           |
| Orizaba                | 4 - 0     | Ocelotes UNACH         | Socum                            | 28 de enero         | 15:00               |           |           |           |           |           |
| San Miguel Caudillos   | 0 - 2     | Ballenas Galeana       | José María 'Capi' Correa         | 28 de enero         | 15:00               |           |           |           |           |           |
| DESCANSO               | DESCANSO  | DESCANSO               | Inter Playa                      | Inter Playa         | Inter Playa         |           |           |           |           |           |

| Jornada 4              | Jornada 4 | Jornada 4              | Jornada 4                | Jornada 4       | Jornada 4       | Jornada 4 | Jornada 4 | Jornada 4 | Jornada 4 | Jornada 4 |
| Grupo A                | Grupo A   | Grupo A                | Grupo A                  | Grupo A         | Grupo A         | Grupo A   | Grupo A   | Grupo A   | Grupo A   | Grupo A   |
| Local                  | Resultado | Visitante              | Estadio                  | Fecha           | Hora            |           |           |           |           |           |
| ---------------------- | --------- | ---------------------- | ------------------------ | --------------- | --------------- | --------- | --------- | --------- | --------- | --------- |
| Correcaminos UAT "B"   | 4 - 1     | Deportivo de Los Altos | Eugenio Alvizo Porras    | 3 de febrero    | 16:00           |           |           |           |           |           |
| Vaqueros Ixtlán        | 0 - 1     | Dorados UACH           | U.D. Revolución Mexicana | 3 de febrero    | 17:00           |           |           |           |           |           |
| Bravos de Nuevo Laredo | 1 - 1     | Chivas Rayadas         | U.D. Benito Juárez       | 3 de febrero    | 19:15           |           |           |           |           |           |
| Deportivo Guamúchil    | 1 - 1     | Unión de Curtidores    | Coloso del Dique         | 3 de febrero    | 21:05           |           |           |           |           |           |
| Deportivo Tepic        | 1 - 0     | Real Saltillo Soccer   | Arena Cora               | 4 de febrero    | 15:00           |           |           |           |           |           |
| Águilas Reales         | 5 - 2     | FC Excélsior           | Francisco Villa          | 4 de febrero    | 16:00           |           |           |           |           |           |
| Cachorros U. de G.     | 0 - 2     | Tampico Madero         | Jalisco                  | 5 de febrero    | 12:00           |           |           |           |           |           |
| DESCANSO               | DESCANSO  | DESCANSO               | Loros de Colima          | Loros de Colima | Loros de Colima |           |           |           |           |           |
| Grupo B                |           |                        |                          |                 |                 |           |           |           |           |           |
| Local                  | Resultado | Visitante              | Estadio                  | Fecha           | Hora            |           |           |           |           |           |
| Cruz Azul Jasso        | 2 - 2     | Titanes                | 10 de diciembre          | 4 de febrero    | 11:00           |           |           |           |           |           |
| Patriotas de Córdoba   | 2 - 0     | Inter Playa            | Rafael Murillo Vidal     | 4 de febrero    | 15:00           |           |           |           |           |           |
| Ocelotes UNACH         | 1 - 2     | San Miguel Caudillos   | Olímpico de Tapachula    | 4 de febrero    | 15:00           |           |           |           |           |           |
| Ballenas Galeana       | 0 - 0     | Querétaro FC "B"       | Mariano Matamoros        | 4 de febrero    | 15:30           |           |           |           |           |           |
| Guerreros de Acapulco  | 2 - 2     | Orizaba                | Benito Juárez            | 4 de febrero    | 19:30           |           |           |           |           |           |
| Tiburones Rojos "B"    | 1 - 3     | Tecamachalco           | Luis "Pirata" Fuente     | 5 de febrero    | 10:00           |           |           |           |           |           |
| Cuautitlán             | 2 - 4     | Potros UAEM            | Los Pinos                | 5 de febrero    | 16:00           |           |           |           |           |           |
| DESCANSO               | DESCANSO  | DESCANSO               | CD Lozaro                | CD Lozaro       | CD Lozaro       |           |           |           |           |           |

| Jornada 5              | Jornada 5 | Jornada 5             | Jornada 5                        | Jornada 5      | Jornada 5      | Jornada 5 | Jornada 5 | Jornada 5 | Jornada 5 | Jornada 5 |
| Grupo A                | Grupo A   | Grupo A               | Grupo A                          | Grupo A        | Grupo A        | Grupo A   | Grupo A   | Grupo A   | Grupo A   | Grupo A   |
| Local                  | Resultado | Visitante             | Estadio                          | Fecha          | Hora           |           |           |           |           |           |
| ---------------------- | --------- | --------------------- | -------------------------------- | -------------- | -------------- | --------- | --------- | --------- | --------- | --------- |
| Dorados UACH           | 3 - 0     | Águilas Reales        | Olímpico UACH                    | 10 de febrero  | 19:00          |           |           |           |           |           |
| Bravos de Nuevo Laredo | 0 - 0     | Deportivo Tepic       | U.D. Benito Juárez               | 10 de febrero  | 19:15          |           |           |           |           |           |
| Unión de Curtidores    | 1 - 1     | Cachorros U. de G.    | La Martinica                     | 10 de febrero  | 19:15          |           |           |           |           |           |
| FC Excélsior           | 1 - 3     | Correcaminos UAT "B"  | Centro Deportivo Soriana         | 11 de febrero  | 11:00          |           |           |           |           |           |
| Deportivo de Los Altos | 2 - 0     | Real Saltillo Soccer  | Las Ánimas                       | 11 de febrero  | 16:00          |           |           |           |           |           |
| Tampico Madero         | 1 - 1     | Vaqueros Ixtlán       | Tamaulipas                       | 11 de febrero  | 19:00          |           |           |           |           |           |
| Loros de Colima        | 4 - 1     | Deportivo Guamúchil   | Olímpico Universitario de Colima | 11 de febrero  | 20:00          |           |           |           |           |           |
| DESCANSO               | DESCANSO  | DESCANSO              | Chivas Rayadas                   | Chivas Rayadas | Chivas Rayadas |           |           |           |           |           |
| Grupo B                |           |                       |                                  |                |                |           |           |           |           |           |
| Local                  | Resultado | Visitante             | Estadio                          | Fecha          | Hora           |           |           |           |           |           |
| Querétaro FC "B"       | 1 - 0     | Ocelotes UNACH        | U.D. La Cañada                   | 10 de febrero  | 16:00          |           |           |           |           |           |
| Titanes                | 4 - 0     | Tiburones Rojos "B"   | Primero de Mayo                  | 10 de febrero  | 16:00          |           |           |           |           |           |
| CD Lozaro              | 2 - 1     | Inter Playa           | Centro Vacacional IMSS           | 11 de febrero  | 12:00          |           |           |           |           |           |
| Potros UAEM            | 1 - 0     | Cruz Azul Jasso       | Alberto "Chivo" Córdoba          | 11 de febrero  | 12:00          |           |           |           |           |           |
| Tecamachalco           | 4 - 2     | Ballenas Galeana      | Neza 86                          | 11 de febrero  | 15:00          |           |           |           |           |           |
| Cuautitlán             | 2 - 4     | Patriotas de Córdoba  | Los Pinos                        | 12 de febrero  | 16:00          |           |           |           |           |           |
| San Miguel Caudillos   | 1 - 2     | Guerreros de Acapulco | José María 'Capi' Correa         | 13 de marzo    | 15:00          |           |           |           |           |           |
| DESCANSO               | DESCANSO  | DESCANSO              | Orizaba                          | Orizaba        | Orizaba        |           |           |           |           |           |

| Jornada 6             | Jornada 6 | Jornada 6              | Jornada 6                    | Jornada 6              | Jornada 6              | Jornada 6 | Jornada 6 | Jornada 6 | Jornada 6 | Jornada 6 |
| Grupo A               | Grupo A   | Grupo A                | Grupo A                      | Grupo A                | Grupo A                | Grupo A   | Grupo A   | Grupo A   | Grupo A   | Grupo A   |
| Local                 | Resultado | Visitante              | Estadio                      | Fecha                  | Hora                   |           |           |           |           |           |
| --------------------- | --------- | ---------------------- | ---------------------------- | ---------------------- | ---------------------- | --------- | --------- | --------- | --------- | --------- |
| Correcaminos UAT "B"  | 3 - 2     | Dorados UACH           | Eugenio Alvizo Porras        | 17 de febrero          | 16:00                  |           |           |           |           |           |
| Vaqueros Ixtlán       | 1 - 2     | Unión de Curtidores    | U.D. Revolución Mexicana     | 17 de febrero          | 17:00                  |           |           |           |           |           |
| Real Saltillo Soccer  | 0 - 0     | FC Excélsior           | Olímpico Francisco I. Madero | 17 de febrero          | 19:30                  |           |           |           |           |           |
| Deportivo Guamúchil   | 2 - 0     | Chivas Rayadas         | Coloso del Dique             | 17 de febrero          | 21:05                  |           |           |           |           |           |
| Deportivo Tepic       | 1 - 2     | Deportivo de Los Altos | Arena Cora                   | 18 de febrero          | 15:00                  |           |           |           |           |           |
| Águilas Reales        | 1 - 2     | Tampico Madero         | Francisco Villa              | 18 de febrero          | 16:00                  |           |           |           |           |           |
| Cachorros U. de G.    | 0 - 3     | Loros de Colima        | Jalisco                      | 19 de febrero          | 12:00                  |           |           |           |           |           |
| DESCANSO              | DESCANSO  | DESCANSO               | Bravos de Nuevo Laredo       | Bravos de Nuevo Laredo | Bravos de Nuevo Laredo |           |           |           |           |           |
| Grupo B               |           |                        |                              |                        |                        |           |           |           |           |           |
| Local                 | Resultado | Visitante              | Estadio                      | Fecha                  | Hora                   |           |           |           |           |           |
| Inter Playa           | 2 - 1     | Orizaba                | Mario Villanueva Madrid      | 17 de febrero          | 19:00                  |           |           |           |           |           |
| Cruz Azul Jasso       | 3 - 2     | Cuautitlán             | 10 de diciembre              | 18 de febrero          | 11:00                  |           |           |           |           |           |
| Patriotas de Córdoba  | 2 - 0     | CD Lozaro              | Rafael Murillo Vidal         | 18 de febrero          | 15:00                  |           |           |           |           |           |
| Ocelotes UNACH        | 1 - 2     | Tecamachalco           | Olímpico de Tapachula        | 18 de febrero          | 15:00                  |           |           |           |           |           |
| Ballenas Galeana      | 1 - 3     | Titanes                | Mariano Matamoros            | 18 de febrero          | 15:30                  |           |           |           |           |           |
| Guerreros de Acapulco | 3 - 1     | Querétaro FC "B"       | Benito Juárez                | 18 de febrero          | 19:30                  |           |           |           |           |           |
| Tiburones Rojos "B"   | 2 - 3     | Potros UAEM            | Luis "Pirata" Fuente         | 19 de febrero          | 10:00                  |           |           |           |           |           |
| DESCANSO              | DESCANSO  | DESCANSO               | San Miguel Caudillos         | San Miguel Caudillos   | San Miguel Caudillos   |           |           |           |           |           |

| Jornada 7              | Jornada 7 | Jornada 7              | Jornada 7                        | Jornada 7        | Jornada 7        | Jornada 7 | Jornada 7 | Jornada 7 | Jornada 7 | Jornada 7 |
| Grupo A                | Grupo A   | Grupo A                | Grupo A                          | Grupo A          | Grupo A          | Grupo A   | Grupo A   | Grupo A   | Grupo A   | Grupo A   |
| Local                  | Resultado | Visitante              | Estadio                          | Fecha            | Hora             |           |           |           |           |           |
| ---------------------- | --------- | ---------------------- | -------------------------------- | ---------------- | ---------------- | --------- | --------- | --------- | --------- | --------- |
| Chivas Rayadas         | 2 - 1     | Cachorros U. de G.     | Verde Valle                      | 24 de febrero    | 16:00            |           |           |           |           |           |
| Dorados UACH           | 3 - 0     | Real Saltillo Soccer   | Olímpico UACH                    | 24 de febrero    | 19:00            |           |           |           |           |           |
| Bravos de Nuevo Laredo | 1 - 2     | Deportivo Guamúchil    | U.D. Benito Juárez               | 24 de febrero    | 19:15            |           |           |           |           |           |
| Unión de Curtidores    | 1 - 1     | Águilas Reales         | La Martinica                     | 24 de febrero    | 19:15            |           |           |           |           |           |
| FC Excélsior           | 1 - 1     | Deportivo de Los Altos | Centro Deportivo Soriana         | 25 de febrero    | 11:00            |           |           |           |           |           |
| Tampico Madero         | 1 - 1     | Correcaminos UAT "B"   | Tamaulipas                       | 25 de febrero    | 19:00            |           |           |           |           |           |
| Loros de Colima        | 0 - 0     | Vaqueros Ixtlán        | Olímpico Universitario de Colima | 25 de febrero    | 20:00            |           |           |           |           |           |
| DESCANSO               | DESCANSO  | DESCANSO               | Deportivo Tepic                  | Deportivo Tepic  | Deportivo Tepic  |           |           |           |           |           |
| Grupo B                |           |                        |                                  |                  |                  |           |           |           |           |           |
| Local                  | Resultado | Visitante              | Estadio                          | Fecha            | Hora             |           |           |           |           |           |
| Titanes                | 2 - 1     | Ocelotes UNACH         | Primero de Mayo                  | 24 de febrero    | 16:00            |           |           |           |           |           |
| Guerreros de Acapulco  | 3 - 3     | Tecamachalco           | Benito Juárez                    | 24 de febrero    | 19:30            |           |           |           |           |           |
| Cruz Azul Jasso        | 1 - 0     | Patriotas de Córdoba   | 10 de diciembre                  | 25 de febrero    | 11:00            |           |           |           |           |           |
| Potros UAEM            | 0 - 0     | Ballenas Galeana       | Alberto "Chivo" Córdoba          | 25 de febrero    | 12:00            |           |           |           |           |           |
| Orizaba                | 2 - 0     | CD Lozaro              | Socum                            | 25 de febrero    | 12:00            |           |           |           |           |           |
| San Miguel Caudillos   | 1 - 4     | Inter Playa            | José María 'Capi' Correa         | 25 de febrero    | 15:00            |           |           |           |           |           |
| Cuautitlán             | 1 - 3     | Tiburones Rojos "B"    | Los Pinos                        | 26 de febrero    | 16:00            |           |           |           |           |           |
| DESCANSO               | DESCANSO  | DESCANSO               | Querétaro FC "B"                 | Querétaro FC "B" | Querétaro FC "B" |           |           |           |           |           |

| Jornada 8              | Jornada 8 | Jornada 8              | Jornada 8                    | Jornada 8           | Jornada 8           | Jornada 8 | Jornada 8 | Jornada 8 | Jornada 8 | Jornada 8 |
| Grupo A                | Grupo A   | Grupo A                | Grupo A                      | Grupo A             | Grupo A             | Grupo A   | Grupo A   | Grupo A   | Grupo A   | Grupo A   |
| Local                  | Resultado | Visitante              | Estadio                      | Fecha               | Hora                |           |           |           |           |           |
| ---------------------- | --------- | ---------------------- | ---------------------------- | ------------------- | ------------------- | --------- | --------- | --------- | --------- | --------- |
| Correcaminos UAT "B"   | 1 - 1     | Unión de Curtidores    | Eugenio Alvizo Porras        | 2 de marzo          | 16:00               |           |           |           |           |           |
| Vaqueros Ixtlán        | 1 - 3     | Chivas Rayadas         | U.D. Revolución Mexicana     | 2 de marzo          | 17:00               |           |           |           |           |           |
| Real Saltillo Soccer   | 3 - 0     | Tampico Madero         | Olímpico Francisco I. Madero | 2 de marzo          | 19:30               |           |           |           |           |           |
| Deportivo Tepic        | 5 - 0     | FC Excélsior           | Arena Cora                   | 3 de marzo          | 15:00               |           |           |           |           |           |
| Águilas Reales         | 2 - 2     | Loros de Colima        | Francisco Villa              | 3 de marzo          | 16:00               |           |           |           |           |           |
| Deportivo de Los Altos | 0 - 0     | Dorados UACH           | Las Ánimas                   | 3 de marzo          | 17:30               |           |           |           |           |           |
| Cachorros U. de G.     | 0 - 1     | Bravos de Nuevo Laredo | Jalisco                      | 4 de marzo          | 12:00               |           |           |           |           |           |
| DESCANSO               | DESCANSO  | DESCANSO               | Deportivo Guamúchil          | Deportivo Guamúchil | Deportivo Guamúchil |           |           |           |           |           |
| Grupo B                |           |                        |                              |                     |                     |           |           |           |           |           |
| Local                  | Resultado | Visitante              | Estadio                      | Fecha               | Hora                |           |           |           |           |           |
| Inter Playa            | 1 - 0     | Querétaro FC "B"       | Mario Villanueva Madrid      | 2 de marzo          | 19:00               |           |           |           |           |           |
| CD Lozaro              | 2 - 1     | San Miguel Caudillos   | Centro Vacacional IMSS       | 3 de marzo          | 12:00               |           |           |           |           |           |
| Patriotas de Córdoba   | 0 - 0     | Orizaba                | Rafael Murillo Vidal         | 3 de marzo          | 15:00               |           |           |           |           |           |
| Ocelotes UNACH         | 4 - 1     | Potros UAEM            | Olímpico de Tapachula        | 3 de marzo          | 15:00               |           |           |           |           |           |
| Ballenas Galeana       | 0 - 1     | Cuautitlán             | Mariano Matamoros            | 3 de marzo          | 15:30               |           |           |           |           |           |
| Guerreros de Acapulco  | 2 - 4     | Titanes                | Benito Juárez                | 3 de marzo          | 19:30               |           |           |           |           |           |
| Tiburones Rojos "B"    | 1 - 0     | Cruz Azul Jasso        | Luis "Pirata" Fuente         | 4 de marzo          | 10:00               |           |           |           |           |           |
| DESCANSO               | DESCANSO  | DESCANSO               | Tecamachalco                 | Tecamachalco        | Tecamachalco        |           |           |           |           |           |

| Jornada 9              | Jornada 9 | Jornada 9              | Jornada 9                        | Jornada 9          | Jornada 9          | Jornada 9 | Jornada 9 | Jornada 9 | Jornada 9 | Jornada 9 |
| Grupo A                | Grupo A   | Grupo A                | Grupo A                          | Grupo A            | Grupo A            | Grupo A   | Grupo A   | Grupo A   | Grupo A   | Grupo A   |
| Local                  | Resultado | Visitante              | Estadio                          | Fecha              | Hora               |           |           |           |           |           |
| ---------------------- | --------- | ---------------------- | -------------------------------- | ------------------ | ------------------ | --------- | --------- | --------- | --------- | --------- |
| Chivas Rayadas         | 5 - 0     | Águilas Reales         | Omnilife                         | 9 de marzo         | 16:00              |           |           |           |           |           |
| Dorados UACH           | 4 - 0     | FC Excélsior           | Olímpico UACH                    | 9 de marzo         | 19:00              |           |           |           |           |           |
| Bravos de Nuevo Laredo | 2 - 0     | Vaqueros Ixtlán        | U.D. Benito Juárez               | 9 de marzo         | 19:15              |           |           |           |           |           |
| Unión de Curtidores    | 2 - 0     | Real Saltillo Soccer   | La Martinica                     | 9 de marzo         | 19:15              |           |           |           |           |           |
| Deportivo Guamúchil    | 1 - 0     | Deportivo Tepic        | Coloso del Dique                 | 9 de marzo         | 21:05              |           |           |           |           |           |
| Tampico Madero         | 2 - 2     | Deportivo de Los Altos | Tamaulipas                       | 10 de marzo        | 19:00              |           |           |           |           |           |
| Loros de Colima        | 2 - 1     | Correcaminos UAT "B"   | Olímpico Universitario de Colima | 10 de marzo        | 20:00              |           |           |           |           |           |
| DESCANSO               | DESCANSO  | DESCANSO               | Cachorros U. de G.               | Cachorros U. de G. | Cachorros U. de G. |           |           |           |           |           |
| Grupo B                |           |                        |                                  |                    |                    |           |           |           |           |           |
| Local                  | Resultado | Visitante              | Estadio                          | Fecha              | Hora               |           |           |           |           |           |
| Querétaro FC "B"       | 0 - 0     | CD Lozaro              | U.D. La Cañada                   | 9 de marzo         | 16:00              |           |           |           |           |           |
| Cruz Azul Jasso        | 1 - 3     | Ballenas Galeana       | 10 de diciembre                  | 10 de marzo        | 11:00              |           |           |           |           |           |
| Potros UAEM            | 0 - 1     | Guerreros de Acapulco  | Alberto "Chivo" Córdoba          | 10 de marzo        | 12:00              |           |           |           |           |           |
| Tecamachalco           | 6 - 3     | Inter Playa            | Neza 86                          | 10 de marzo        | 14:00              |           |           |           |           |           |
| San Miguel Caudillos   | 0 - 2     | Orizaba                | José María 'Capi' Correa         | 10 de marzo        | 15:00              |           |           |           |           |           |
| Tiburones Rojos "B"    | 0 - 1     | Patriotas de Córdoba   | Luis "Pirata" Fuente             | 11 de marzo        | 10:00              |           |           |           |           |           |
| Cuautitlán             | 2 - 5     | Ocelotes UNACH         | Los Pinos                        | 11 de marzo        | 16:00              |           |           |           |           |           |
| DESCANSO               | DESCANSO  | DESCANSO               | Titanes                          | Titanes            | Titanes            |           |           |           |           |           |

| Jornada 10             | Jornada 10 | Jornada 10             | Jornada 10                   | Jornada 10      | Jornada 10      | Jornada 10 | Jornada 10 | Jornada 10 | Jornada 10 |
| Grupo A                | Grupo A    | Grupo A                | Grupo A                      | Grupo A         | Grupo A         | Grupo A    | Grupo A    | Grupo A    | Grupo A    |
| Local                  | Resultado  | Visitante              | Estadio                      | Fecha           | Hora            |            |            |            |            |
| ---------------------- | ---------- | ---------------------- | ---------------------------- | --------------- | --------------- | ---------- | ---------- | ---------- | ---------- |
| Correcaminos UAT "B"   | 1 - 3      | Chivas Rayadas         | Eugenio Alvizo Porras        | 16 de marzo     | 16:00           |            |            |            |            |
| Real Saltillo Soccer   | 0 - 2      | Loros de Colima        | Olímpico Francisco I. Madero | 16 de marzo     | 19:30           |            |            |            |            |
| Deportivo Tepic        | 2 - 0      | Dorados UACH           | Arena Cora                   | 16 de marzo     | 20:30           |            |            |            |            |
| FC Excélsior           | 2 - 2      | Tampico Madero         | Centro Deportivo Soriana     | 17 de marzo     | 11:00           |            |            |            |            |
| Deportivo de Los Altos | 1 - 1      | Unión de Curtidores    | Las Ánimas                   | 17 de marzo     | 17:30           |            |            |            |            |
| Águilas Reales         | 0 - 2      | Bravos de Nuevo Laredo | Francisco Villa              | 17 de marzo     | 20:00           |            |            |            |            |
| Cachorros U. de G.     | 4 - 0      | Deportivo Guamúchil    | Jalisco                      | 18 de marzo     | 12:00           |            |            |            |            |
| DESCANSO               | DESCANSO   | DESCANSO               | Vaqueros Ixtlán              | Vaqueros Ixtlán | Vaqueros Ixtlán |            |            |            |            |
| Grupo B                |            |                        |                              |                 |                 |            |            |            |            |
| Local                  | Resultado  | Visitante              | Estadio                      | Fecha           | Hora            |            |            |            |            |
| Inter Playa            | 0 - 1      | Titanes                | Mario Villanueva Madrid      | 16 de marzo     | 19:00           |            |            |            |            |
| CD Lozaro              | 2 - 1      | Tecamachalco           | Centro Vacacional IMSS       | 17 de marzo     | 12:00           |            |            |            |            |
| Orizaba                | 0 - 0      | Querétaro FC "B"       | Socum                        | 17 de marzo     | 15:00           |            |            |            |            |
| Patriotas de Córdoba   | 0 - 0      | San Miguel Caudillos   | Rafael Murillo Vidal         | 17 de marzo     | 15:00           |            |            |            |            |
| Ocelotes UNACH         | 2 - 0      | Cruz Azul Jasso        | Olímpico de Tapachula        | 17 de marzo     | 15:00           |            |            |            |            |
| Ballenas Galeana       | 0 - 0      | Tiburones Rojos "B"    | Mariano Matamoros            | 17 de marzo     | 15:30           |            |            |            |            |
| Guerreros de Acapulco  | 0 - 0      | Cuautitlán             | Benito Juárez                | 17 de marzo     | 19:30           |            |            |            |            |
| DESCANSO               | DESCANSO   | DESCANSO               | Potros UAEM                  | Potros UAEM     | Potros UAEM     |            |            |            |            |

| Jornada 11             | Jornada 11 | Jornada 11             | Jornada 11                       | Jornada 11     | Jornada 11     | Jornada 11 | Jornada 11 | Jornada 11 | Jornada 11 | Jornada 11 |
| Grupo A                | Grupo A    | Grupo A                | Grupo A                          | Grupo A        | Grupo A        | Grupo A    | Grupo A    | Grupo A    | Grupo A    | Grupo A    |
| Local                  | Resultado  | Visitante              | Estadio                          | Fecha          | Hora           |            |            |            |            |            |
| ---------------------- | ---------- | ---------------------- | -------------------------------- | -------------- | -------------- | ---------- | ---------- | ---------- | ---------- | ---------- |
| Chivas Rayadas         | 3 - 1      | Real Saltillo Soccer   | Omnilife                         | 23 de marzo    | 16:00          |            |            |            |            |            |
| Bravos de Nuevo Laredo | 2 - 1      | Correcaminos UAT "B"   | U.D. Benito Juárez               | 23 de marzo    | 19:15          |            |            |            |            |            |
| Unión de Curtidores    | 2 - 2      | FC Excélsior           | La Martinica                     | 23 de marzo    | 19:15          |            |            |            |            |            |
| Deportivo Guamúchil    | 3 - 0      | Vaqueros Ixtlán        | Coloso del Dique                 | 23 de marzo    | 21:05          |            |            |            |            |            |
| Tampico Madero         | 0 - 0      | Dorados UACH           | Tamaulipas                       | 24 de marzo    | 19:00          |            |            |            |            |            |
| Loros de Colima        | 0 - 1      | Deportivo de Los Altos | Olímpico Universitario de Colima | 24 de marzo    | 20:00          |            |            |            |            |            |
| Cachorros U. de G.     | 1 - 4      | Deportivo Tepic        | Jalisco                          | 25 de marzo    | 12:00          |            |            |            |            |            |
| DESCANSO               | DESCANSO   | DESCANSO               | Águilas Reales                   | Águilas Reales | Águilas Reales |            |            |            |            |            |
| Grupo B                |            |                        |                                  |                |                |            |            |            |            |            |
| Local                  | Resultado  | Visitante              | Estadio                          | Fecha          | Hora           |            |            |            |            |            |
| Querétaro FC "B"       | 1 - 2      | San Miguel Caudillos   | U.D. La Cañada                   | 23 de marzo    | 16:00          |            |            |            |            |            |
| Titanes                | 1 - 1      | CD Lozaro              | Primero de Mayo                  | 23 de marzo    | 16:00          |            |            |            |            |            |
| Cruz Azul Jasso        | 3 - 0      | Guerreros de Acapulco  | 10 de diciembre                  | 24 de marzo    | 11:00          |            |            |            |            |            |
| Tecamachalco           | 1 - 1      | Orizaba                | Neza 86                          | 24 de marzo    | 14:00          |            |            |            |            |            |
| Ballenas Galeana       | 3 - 0      | Patriotas de Córdoba   | Mariano Matamoros                | 24 de marzo    | 15:30          |            |            |            |            |            |
| Tiburones Rojos "B"    | 1 - 2      | Ocelotes UNACH         | Luis "Pirata" Fuente             | 25 de marzo    | 10:00          |            |            |            |            |            |
| Potros UAEM            | 2 - 0      | Inter Playa            | Alberto "Chivo" Córdoba          | 27 de marzo    | 17:00          |            |            |            |            |            |
| DESCANSO               | DESCANSO   | DESCANSO               | Cuautitlán                       | Cuautitlán     | Cuautitlán     |            |            |            |            |            |

| Jornada 12             | Jornada 12 | Jornada 12             | Jornada 12                   | Jornada 12           | Jornada 12           | Jornada 12 | Jornada 12 | Jornada 12 | Jornada 12 | Jornada 12 |
| Grupo A                | Grupo A    | Grupo A                | Grupo A                      | Grupo A              | Grupo A              | Grupo A    | Grupo A    | Grupo A    | Grupo A    | Grupo A    |
| Local                  | Resultado  | Visitante              | Estadio                      | Fecha                | Hora                 |            |            |            |            |            |
| ---------------------- | ---------- | ---------------------- | ---------------------------- | -------------------- | -------------------- | ---------- | ---------- | ---------- | ---------- | ---------- |
| Vaqueros Ixtlán        | 0 - 0      | Cachorros U. de G.     | U.D. Revolución Mexicana     | 30 de marzo          | 17:00                |            |            |            |            |            |
| Dorados UACH           | 2 - 0      | Unión de Curtidores    | Olímpico UACH                | 30 de marzo          | 19:00                |            |            |            |            |            |
| Real Saltillo Soccer   | 1 - 0      | Bravos de Nuevo Laredo | Olímpico Francisco I. Madero | 30 de marzo          | 19:30                |            |            |            |            |            |
| Deportivo Tepic        | 1 - 1      | Tampico Madero         | Arena Cora                   | 30 de marzo          | 20:30                |            |            |            |            |            |
| FC Excélsior           | 2 - 2      | Loros de Colima        | Centro Deportivo Soriana     | 31 de marzo          | 11:00                |            |            |            |            |            |
| Deportivo de Los Altos | 3 - 2      | Chivas Rayadas         | Las Ánimas                   | 31 de marzo          | 17:30                |            |            |            |            |            |
| Águilas Reales         | 0 - 1      | Deportivo Guamúchil    | Francisco Villa              | 31 de marzo          | 20:00                |            |            |            |            |            |
| DESCANSO               | DESCANSO   | DESCANSO               | Correcaminos UAT "B"         | Correcaminos UAT "B" | Correcaminos UAT "B" |            |            |            |            |            |
| Grupo B                |            |                        |                              |                      |                      |            |            |            |            |            |
| Local                  | Resultado  | Visitante              | Estadio                      | Fecha                | Hora                 |            |            |            |            |            |
| Inter Playa            | 3 - 0      | Cuautitlán             | Mario Villanueva Madrid      | 30 de marzo          | 19:00                |            |            |            |            |            |
| CD Lozaro              | 3 - 2      | Potros UAEM            | Centro Vacacional IMSS       | 31 de marzo          | 15:00                |            |            |            |            |            |
| Orizaba                | 2 - 0      | Titanes                | Socum                        | 31 de marzo          | 15:00                |            |            |            |            |            |
| Patriotas de Córdoba   | 0 - 0      | Querétaro FC "B"       | Rafael Murillo Vidal         | 31 de marzo          | 15:00                |            |            |            |            |            |
| San Miguel Caudillos   | 0 - 3      | Tecamachalco           | José María 'Capi' Correa     | 31 de marzo          | 15:00                |            |            |            |            |            |
| Ocelotes UNACH         | 3 - 0      | Ballenas Galeana       | Olímpico de Tapachula        | 31 de marzo          | 15:00                |            |            |            |            |            |
| Guerreros de Acapulco  | 5 - 1      | Tiburones Rojos "B"    | Benito Juárez                | 31 de marzo          | 19:30                |            |            |            |            |            |
| DESCANSO               | DESCANSO   | DESCANSO               | Cruz Azul Jasso              | Cruz Azul Jasso      | Cruz Azul Jasso      |            |            |            |            |            |

| Jornada 13             | Jornada 13 | Jornada 13             | Jornada 13                       | Jornada 13           | Jornada 13           | Jornada 13 | Jornada 13 | Jornada 13 | Jornada 13 | Jornada 13 |
| Grupo A                | Grupo A    | Grupo A                | Grupo A                          | Grupo A              | Grupo A              | Grupo A    | Grupo A    | Grupo A    | Grupo A    | Grupo A    |
| Local                  | Resultado  | Visitante              | Estadio                          | Fecha                | Hora                 |            |            |            |            |            |
| ---------------------- | ---------- | ---------------------- | -------------------------------- | -------------------- | -------------------- | ---------- | ---------- | ---------- | ---------- | ---------- |
| Chivas Rayadas         | 1 - 0      | FC Excélsior           | Omnilife                         | 6 de abril           | 17:00                |            |            |            |            |            |
| Vaqueros Ixtlán        | 1 - 1      | Deportivo Tepic        | U.D. Revolución Mexicana         | 6 de abril           | 17:00                |            |            |            |            |            |
| Bravos de Nuevo Laredo | 2 - 0      | Deportivo de Los Altos | U.D. Benito Juárez               | 6 de abril           | 19:15                |            |            |            |            |            |
| Unión de Curtidores    | 1 - 1      | Tampico Madero         | La Martinica                     | 6 de abril           | 19:15                |            |            |            |            |            |
| Deportivo Guamúchil    | 1 - 1      | Correcaminos UAT "B"   | Coloso del Dique                 | 6 de abril           | 21:05                |            |            |            |            |            |
| Loros de Colima        | 2 - 3      | Dorados UACH           | Olímpico Universitario de Colima | 7 de abril           | 20:00                |            |            |            |            |            |
| Cachorros U. de G.     | 1 - 4      | Águilas Reales         | Jalisco                          | 8 de abril           | 12:00                |            |            |            |            |            |
| DESCANSO               | DESCANSO   | DESCANSO               | Real Saltillo Soccer             | Real Saltillo Soccer | Real Saltillo Soccer |            |            |            |            |            |
| Grupo B                |            |                        |                                  |                      |                      |            |            |            |            |            |
| Local                  | Resultado  | Visitante              | Estadio                          | Fecha                | Hora                 |            |            |            |            |            |
| Tecamachalco           | 2 - 0      | Querétaro FC "B"       | Neza 86                          | 6 de abril           | 14:00                |            |            |            |            |            |
| Cruz Azul Jasso        | 3 - 1      | Inter Playa            | 10 de diciembre                  | 7 de abril           | 11:00                |            |            |            |            |            |
| Potros UAEM            | 2 - 1      | Orizaba                | Alberto "Chivo" Córdoba          | 7 de abril           | 12:00                |            |            |            |            |            |
| Ocelotes UNACH         | 4 - 0      | Patriotas de Córdoba   | Olímpico de Tapachula            | 7 de abril           | 15:00                |            |            |            |            |            |
| Ballenas Galeana       | 2 - 0      | Guerreros de Acapulco  | Mariano Matamoros                | 7 de abril           | 15:30                |            |            |            |            |            |
| Titanes                | 2 - 2      | San Miguel Caudillos   | Primero de Mayo                  | 8 de abril           | 12:00                |            |            |            |            |            |
| Cuautitlán             | 1 - 3      | CD Lozaro              | Los Pinos                        | 8 de abril           | 16:00                |            |            |            |            |            |
| DESCANSO               | DESCANSO   | DESCANSO               | Tiburones Rojos "B"              | Tiburones Rojos "B"  | Tiburones Rojos "B"  |            |            |            |            |            |

| Jornada 14            | Jornada 14 | Jornada 14             | Jornada 14                   | Jornada 14             | Jornada 14             | Jornada 14 | Jornada 14 | Jornada 14 | Jornada 14 | Jornada 14 |
| Grupo A               | Grupo A    | Grupo A                | Grupo A                      | Grupo A                | Grupo A                | Grupo A    | Grupo A    | Grupo A    | Grupo A    | Grupo A    |
| Local                 | Resultado  | Visitante              | Estadio                      | Fecha                  | Hora                   |            |            |            |            |            |
| --------------------- | ---------- | ---------------------- | ---------------------------- | ---------------------- | ---------------------- | ---------- | ---------- | ---------- | ---------- | ---------- |
| Correcaminos UAT "B"  | 2 - 1      | Cachorros U. de G.     | Eugenio Alvizo Porras        | 13 de abril            | 16:00                  |            |            |            |            |            |
| Dorados UACH          | 1 - 0      | Chivas Rayadas         | Olímpico UACH                | 13 de abril            | 19:00                  |            |            |            |            |            |
| Unión de Curtidores   | 1 - 0      | Deportivo Tepic        | La Martinica                 | 13 de abril            | 19:15                  |            |            |            |            |            |
| Real Saltillo Soccer  | 3 - 1      | Deportivo Guamúchil    | Olímpico Francisco I. Madero | 13 de abril            | 19:30                  |            |            |            |            |            |
| FC Excélsior          | 1 - 4      | Bravos de Nuevo Laredo | Centro Deportivo Soriana     | 14 de abril            | 11:00                  |            |            |            |            |            |
| Tampico Madero        | 2 - 2      | Loros de Colima        | Tamaulipas                   | 14 de abril            | 19:00                  |            |            |            |            |            |
| Águilas Reales        | 2 - 1      | Vaqueros Ixtlán        | Francisco Villa              | 14 de abril            | 20:00                  |            |            |            |            |            |
| DESCANSO              | DESCANSO   | DESCANSO               | Deportivo de Los Altos       | Deportivo de Los Altos | Deportivo de Los Altos |            |            |            |            |            |
| Grupo B               |            |                        |                              |                        |                        |            |            |            |            |            |
| Local                 | Resultado  | Visitante              | Estadio                      | Fecha                  | Hora                   |            |            |            |            |            |
| Tecamachalco          | 4 - 0      | Patriotas de Córdoba   | Neza 86                      | 13 de abril            | 15:00                  |            |            |            |            |            |
| Querétaro FC "B"      | 1 - 2      | Titanes                | U.D. La Cañada               | 13 de abril            | 16:00                  |            |            |            |            |            |
| Inter Playa           | 0 - 1      | Tiburones Rojos "B"    | Mario Villanueva Madrid      | 13 de abril            | 19:00                  |            |            |            |            |            |
| CD Lozaro             | 1 - 2      | Cruz Azul Jasso        | Centro Vacacional IMSS       | 14 de abril            | 12:00                  |            |            |            |            |            |
| Orizaba               | 1 - 1      | Cuautitlán             | Socum                        | 14 de abril            | 15:00                  |            |            |            |            |            |
| San Miguel Caudillos  | 0 - 3      | Potros UAEM            | José María 'Capi' Correa     | 14 de abril            | 15:00                  |            |            |            |            |            |
| Guerreros de Acapulco | 2 - 3      | Ocelotes UNACH         | Benito Juárez                | 14 de abril            | 19:30                  |            |            |            |            |            |
| DESCANSO              | DESCANSO   | DESCANSO               | Ballenas Galeana             | Ballenas Galeana       | Ballenas Galeana       |            |            |            |            |            |

| Jornada 15             | Jornada 15 | Jornada 15             | Jornada 15                       | Jornada 15     | Jornada 15     | Jornada 15 | Jornada 15 | Jornada 15 | Jornada 15 | Jornada 15 |
| Grupo A                | Grupo A    | Grupo A                | Grupo A                          | Grupo A        | Grupo A        | Grupo A    | Grupo A    | Grupo A    | Grupo A    | Grupo A    |
| Local                  | Resultado  | Visitante              | Estadio                          | Fecha          | Hora           |            |            |            |            |            |
| ---------------------- | ---------- | ---------------------- | -------------------------------- | -------------- | -------------- | ---------- | ---------- | ---------- | ---------- | ---------- |
| Deportivo Guamúchil    | 0 - 1      | Deportivo de Los Altos | Coloso del Dique                 | 20 de abril    | 17:00          |            |            |            |            |            |
| Chivas Rayadas         | 3 - 1      | Tampico Madero         | Omnilife                         | 20 de abril    | 17:00          |            |            |            |            |            |
| Vaqueros Ixtlán        | 0 - 0      | Correcaminos UAT "B"   | U.D. Revolución Mexicana         | 20 de abril    | 17:00          |            |            |            |            |            |
| Bravos de Nuevo Laredo | 2 - 0      | Dorados UACH           | U.D. Benito Juárez               | 20 de abril    | 17:00          |            |            |            |            |            |
| Deportivo Tepic        | 2 - 1      | Águilas Reales         | Arena Cora                       | 20 de abril    | 17:00          |            |            |            |            |            |
| Loros de Colima        | 0 - 0      | Unión de Curtidores    | Olímpico Universitario de Colima | 20 de abril    | 17:00          |            |            |            |            |            |
| Cachorros U. de G.     | 4 - 2      | Real Saltillo Soccer   | Jalisco                          | 22 de abril    | 12:00          |            |            |            |            |            |
| DESCANSO               | DESCANSO   | DESCANSO               | FC Excélsior                     | FC Excélsior   | FC Excélsior   |            |            |            |            |            |
| Grupo B                |            |                        |                                  |                |                |            |            |            |            |            |
| Local                  | Resultado  | Visitante              | Estadio                          | Fecha          | Hora           |            |            |            |            |            |
| Titanes                | 1 - 3      | Tecamachalco           | Primero de Mayo                  | 20 de abril    | 17:00          |            |            |            |            |            |
| Cruz Azul Jasso        | 3 - 2      | Orizaba                | 10 de diciembre                  | 20 de abril    | 17:00          |            |            |            |            |            |
| Potros UAEM            | 2 - 2      | Querétaro FC "B"       | Alberto "Chivo" Córdoba          | 20 de abril    | 17:00          |            |            |            |            |            |
| Patriotas de Córdoba   | 3 - 1      | Guerreros de Acapulco  | Rafael Murillo Vidal             | 20 de abril    | 17:00          |            |            |            |            |            |
| Ballenas Galeana       | 2 - 0      | Inter Playa            | Mariano Matamoros                | 20 de abril    | 17:00          |            |            |            |            |            |
| Tiburones Rojos "B"    | 4 - 1      | CD Lozaro              | Luis "Pirata" Fuente             | 20 de abril    | 17:00          |            |            |            |            |            |
| Cuautitlán             | 4 - 1      | San Miguel Caudillos   | Los Pinos                        | 22 de abril    | 12:00          |            |            |            |            |            |
| DESCANSO               | DESCANSO   | DESCANSO               | Ocelotes UNACH                   | Ocelotes UNACH | Ocelotes UNACH |            |            |            |            |            |

## Tabla de promedios
| Posición | Equipo                            | Puntos | Juegos | Cociente |
| -------- | --------------------------------- | ------ | ------ | -------- |
| 1.       | Titanes de Tulancingo             | 74     | 28     | 2.643    |
| 2.       | Chivas Rayadas                    | 69     | 28     | 2.464    |
| 3.       | Club Deportivo de Los Altos       | 65     | 28     | 2.321    |
| 4.       | Tecamachalco                      | 63     | 28     | 2.250    |
| 5.       | Loros de la Universidad de Colima | 56     | 28     | 2.000    |
| 6.       | Deportivo Guamúchil               | 53     | 28     | 1.892    |
| 7.       | Potros U.A.E.M.                   | 52     | 28     | 1.857    |
| 8.       | Unión de Curtidores               | 52     | 28     | 1.857    |
| 9.       | Orizaba                           | 52     | 28     | 1.857    |
| 10.      | Ballenas Galeana Morelos          | 50     | 28     | 1.785    |
| 11.      | Deportivo Tepic                   | 49     | 28     | 1.750    |
| 12.      | Inter Playa del Carmen            | 48     | 28     | 1.714    |
| 13.      | Universidad Autónoma de Chihuahua | 47     | 28     | 1.678    |
| 14.      | Cruz Azul Jasso                   | 46     | 28     | 1.643    |
| 15.      | Tampico Madero                    | 46     | 28     | 1.643    |
| 16.      | Ocelotes de la UNACH              | 45     | 28     | 1.607    |
| 17.      | Correcaminos de la UAT "B"        | 44     | 28     | 1.571    |
| 18.      | CD Lozaro                         | 43     | 28     | 1.535    |
| 19.      | Bravos de Nuevo Laredo            | 40     | 28     | 1.429    |
| 20.      | Guerreros de Acapulco             | 39     | 28     | 1.393    |
| 21.      | Cuautitlán                        | 35     | 28     | 1.250    |
| 22.      | Patriotas de Córdoba              | 34     | 28     | 1.214    |
| 23.      | Tiburones Rojos B                 | 33     | 28     | 1.178    |
| 24.      | Vaqueros de Ixtlán                | 31     | 28     | 1.107    |
| 25.      | Águilas Reales de Zacatecas       | 30     | 28     | 1.071    |
| 26.      | Querétaro FC B                    | 27     | 28     | 0.964    |
| 27.      | FC Excélsior                      | 26     | 28     | 0.928    |
| 28.      | Real Saltillo Soccer              | 25     | 28     | 0.892    |
| 29.      | Cachorros de la U. de G.          | 22     | 28     | 0.785    |
| 30.      | San Miguel FC Caudillos           | 19     | 28     | 0.678    |

     Desciende a la Liga de Nuevos Talentos.

## Liguilla
|  | Octavos de final                                 | Octavos de final                                 | Octavos de final                                 | Octavos de final                                 |   |   | Cuartos de final                           | Cuartos de final                           | Cuartos de final                           | Cuartos de final                           |  |   | Semifinales                                   | Semifinales                                   | Semifinales                                   | Semifinales                                   |  |   | Final                                | Final                                | Final                                | Final                                |  |
|  | 25 y 26 de abril (ida) 28 y 29 de abril (vuelta) | 25 y 26 de abril (ida) 28 y 29 de abril (vuelta) | 25 y 26 de abril (ida) 28 y 29 de abril (vuelta) | 25 y 26 de abril (ida) 28 y 29 de abril (vuelta) |   |   | 2 y 3 de mayo (ida) 5 y 6 de mayo (vuelta) | 2 y 3 de mayo (ida) 5 y 6 de mayo (vuelta) | 2 y 3 de mayo (ida) 5 y 6 de mayo (vuelta) | 2 y 3 de mayo (ida) 5 y 6 de mayo (vuelta) |  |   | 9 y 10 de mayo (ida) 12 y 13 de mayo (vuelta) | 9 y 10 de mayo (ida) 12 y 13 de mayo (vuelta) | 9 y 10 de mayo (ida) 12 y 13 de mayo (vuelta) | 9 y 10 de mayo (ida) 12 y 13 de mayo (vuelta) |  |   | 16 de mayo (ida) 20 de mayo (vuelta) | 16 de mayo (ida) 20 de mayo (vuelta) | 16 de mayo (ida) 20 de mayo (vuelta) | 16 de mayo (ida) 20 de mayo (vuelta) |  |
|  |                                                  |                                                  |                                                  |                                                  |   |   |                                            |                                            |                                            |                                            |  |   |                                               |                                               |                                               |                                               |  |   |                                      |                                      |                                      |                                      |  |
|  |                                                  |                                                  |                                                  |                                                  |   |   |                                            |                                            |                                            |                                            |  |   |                                               |                                               |                                               |                                               |  |   |                                      |                                      |                                      |                                      |  |
|  | 1                                                | Titanes                                          | 1                                                | 2                                                |   |   |                                            |                                            |                                            |                                            |  |   |                                               |                                               |                                               |                                               |  |   |                                      |                                      |                                      |                                      |  |
|  | 1                                                | Titanes                                          | 1                                                | 2                                                |   |   |                                            |                                            |                                            |                                            |  |   |                                               |                                               |                                               |                                               |  |   |                                      |                                      |                                      |                                      |  |
|  | 16                                               | UAEM                                             | 0                                                | 1                                                |   |   |                                            |                                            |                                            |                                            |  |   |                                               |                                               |                                               |                                               |  |   |                                      |                                      |                                      |                                      |  |
|  | 16                                               | UAEM                                             | 0                                                | 1                                                |   | 1 | Titanes (pt)                               | 0                                          | 1                                          |                                            |  |   |                                               |                                               |                                               |                                               |  |   |                                      |                                      |                                      |                                      |  |
|  |                                                  |                                                  |                                                  |                                                  |   | 1 | Titanes (pt)                               | 0                                          | 1                                          |                                            |  |   |                                               |                                               |                                               |                                               |  |   |                                      |                                      |                                      |                                      |  |
|  |                                                  |                                                  | 15                                               | Cruz Azul Jasso                                  | 1 | 0 |                                            |                                            |                                            |                                            |  |   |                                               |                                               |                                               |                                               |  |   |                                      |                                      |                                      |                                      |  |
|  | 3                                                | Los Altos                                        | 15                                               | Cruz Azul Jasso                                  | 1 | 0 | 0                                          | 1                                          |                                            |                                            |  |   |                                               |                                               |                                               |                                               |  |   |                                      |                                      |                                      |                                      |  |
|  | 3                                                | Los Altos                                        |                                                  |                                                  |   |   |                                            |                                            |                                            |                                            |  |   |                                               |                                               |                                               |                                               |  |   |                                      |                                      |                                      |                                      |  |
|  | 15                                               | Cruz Azul Jasso                                  | 2                                                | 2                                                |   |   |                                            |                                            |                                            |                                            |  |   |                                               |                                               |                                               |                                               |  |   |                                      |                                      |                                      |                                      |  |
|  | 15                                               | Cruz Azul Jasso                                  | 2                                                | 2                                                |   |   |                                            |                                            |                                            |                                            |  | 1 | Titanes                                       | 2                                             | 1                                             |                                               |  |   |                                      |                                      |                                      |                                      |  |
|  |                                                  |                                                  |                                                  |                                                  |   |   |                                            |                                            |                                            |                                            |  | 1 | Titanes                                       | 2                                             | 1                                             |                                               |  |   |                                      |                                      |                                      |                                      |  |
|  |                                                  |                                                  | 6                                                | U.A. Chihuahua                                   | 0 | 1 |                                            |                                            |                                            |                                            |  |   |                                               |                                               |                                               |                                               |  |   |                                      |                                      |                                      |                                      |  |
|  | 6                                                | U.A. Chihuahua                                   | 6                                                | U.A. Chihuahua                                   | 0 | 1 | 2                                          | 4                                          |                                            |                                            |  |   |                                               |                                               |                                               |                                               |  |   |                                      |                                      |                                      |                                      |  |
|  | 6                                                | U.A. Chihuahua                                   |                                                  |                                                  |   |   |                                            |                                            |                                            |                                            |  |   |                                               |                                               |                                               |                                               |  |   |                                      |                                      |                                      |                                      |  |
|  | 12                                               | Tampico Madero                                   | 0                                                | 0                                                |   |   |                                            |                                            |                                            |                                            |  |   |                                               |                                               |                                               |                                               |  |   |                                      |                                      |                                      |                                      |  |
|  | 12                                               | Tampico Madero                                   | 0                                                | 0                                                |   | 6 | U.A. Chihuahua                             | 1                                          | 3                                          |                                            |  |   |                                               |                                               |                                               |                                               |  |   |                                      |                                      |                                      |                                      |  |
|  |                                                  |                                                  |                                                  |                                                  |   | 6 | U.A. Chihuahua                             | 1                                          | 3                                          |                                            |  |   |                                               |                                               |                                               |                                               |  |   |                                      |                                      |                                      |                                      |  |
|  |                                                  |                                                  | 7                                                | Orizaba                                          | 2 | 1 |                                            |                                            |                                            |                                            |  |   |                                               |                                               |                                               |                                               |  |   |                                      |                                      |                                      |                                      |  |
|  | 7                                                | Orizaba (pt)                                     | 7                                                | Orizaba                                          | 2 | 1 | 1                                          | 1                                          |                                            |                                            |  |   |                                               |                                               |                                               |                                               |  |   |                                      |                                      |                                      |                                      |  |
|  | 7                                                | Orizaba (pt)                                     |                                                  |                                                  |   |   |                                            |                                            |                                            |                                            |  |   |                                               |                                               |                                               |                                               |  |   |                                      |                                      |                                      |                                      |  |
|  | 11                                               | Ocelotes UNACH                                   | 0                                                | 2                                                |   |   |                                            |                                            |                                            |                                            |  |   |                                               |                                               |                                               |                                               |  |   |                                      |                                      |                                      |                                      |  |
|  | 11                                               | Ocelotes UNACH                                   | 0                                                | 2                                                |   |   |                                            |                                            |                                            |                                            |  |   |                                               |                                               |                                               |                                               |  | 1 | Titanes                              | 2                                    | 2                                    |                                      |  |
|  |                                                  |                                                  |                                                  |                                                  |   |   |                                            |                                            |                                            |                                            |  |   |                                               |                                               |                                               |                                               |  | 1 | Titanes                              | 2                                    | 2                                    |                                      |  |
|  |                                                  |                                                  | 2                                                | Tecamachalco                                     | 0 | 0 |                                            |                                            |                                            |                                            |  |   |                                               |                                               |                                               |                                               |  |   |                                      |                                      |                                      |                                      |  |
|  | 2                                                | Tecamachalco                                     | 2                                                | Tecamachalco                                     | 0 | 0 | 1                                          | 4                                          |                                            |                                            |  |   |                                               |                                               |                                               |                                               |  |   |                                      |                                      |                                      |                                      |  |
|  | 2                                                | Tecamachalco                                     |                                                  |                                                  |   |   |                                            |                                            |                                            |                                            |  |   |                                               |                                               |                                               |                                               |  |   |                                      |                                      |                                      |                                      |  |
|  | 15                                               | Unión de Curtidores                              | 1                                                | 1                                                |   |   |                                            |                                            |                                            |                                            |  |   |                                               |                                               |                                               |                                               |  |   |                                      |                                      |                                      |                                      |  |
|  | 15                                               | Unión de Curtidores                              | 1                                                | 1                                                |   | 2 | Tecamachalco                               | 1                                          | 7                                          |                                            |  |   |                                               |                                               |                                               |                                               |  |   |                                      |                                      |                                      |                                      |  |
|  |                                                  |                                                  |                                                  |                                                  |   | 2 | Tecamachalco                               | 1                                          | 7                                          |                                            |  |   |                                               |                                               |                                               |                                               |  |   |                                      |                                      |                                      |                                      |  |
|  |                                                  |                                                  | 13                                               | Patriotas                                        | 3 | 0 |                                            |                                            |                                            |                                            |  |   |                                               |                                               |                                               |                                               |  |   |                                      |                                      |                                      |                                      |  |
|  | 5                                                | Bravos                                           | 13                                               | Patriotas                                        | 3 | 0 | 0                                          | 2                                          |                                            |                                            |  |   |                                               |                                               |                                               |                                               |  |   |                                      |                                      |                                      |                                      |  |
|  | 5                                                | Bravos                                           |                                                  |                                                  |   |   |                                            |                                            |                                            |                                            |  |   |                                               |                                               |                                               |                                               |  |   |                                      |                                      |                                      |                                      |  |
|  | 13                                               | Patriotas                                        | 2                                                | 1                                                |   |   |                                            |                                            |                                            |                                            |  |   |                                               |                                               |                                               |                                               |  |   |                                      |                                      |                                      |                                      |  |
|  | 13                                               | Patriotas                                        | 2                                                | 1                                                |   |   |                                            |                                            |                                            |                                            |  | 2 | Tecamachalco                                  | 1                                             | 4                                             |                                               |  |   |                                      |                                      |                                      |                                      |  |
|  |                                                  |                                                  |                                                  |                                                  |   |   |                                            |                                            |                                            |                                            |  | 2 | Tecamachalco                                  | 1                                             | 4                                             |                                               |  |   |                                      |                                      |                                      |                                      |  |
|  |                                                  |                                                  | 4                                                | Chivas Rayadas                                   | 2 | 1 |                                            |                                            |                                            |                                            |  |   |                                               |                                               |                                               |                                               |  |   |                                      |                                      |                                      |                                      |  |
|  | 4                                                | Chivas Rayadas                                   | 4                                                | Chivas Rayadas                                   | 2 | 1 | 2                                          | 3                                          |                                            |                                            |  |   |                                               |                                               |                                               |                                               |  |   |                                      |                                      |                                      |                                      |  |
|  | 4                                                | Chivas Rayadas                                   |                                                  |                                                  |   |   |                                            |                                            |                                            |                                            |  |   |                                               |                                               |                                               |                                               |  |   |                                      |                                      |                                      |                                      |  |
|  | 14                                               | Correcaminos "B"                                 | 1                                                | 0                                                |   |   |                                            |                                            |                                            |                                            |  |   |                                               |                                               |                                               |                                               |  |   |                                      |                                      |                                      |                                      |  |
|  | 14                                               | Correcaminos "B"                                 | 1                                                | 0                                                |   | 4 | Chivas Rayadas                             | 2                                          | 4                                          |                                            |  |   |                                               |                                               |                                               |                                               |  |   |                                      |                                      |                                      |                                      |  |
|  |                                                  |                                                  |                                                  |                                                  |   | 4 | Chivas Rayadas                             | 2                                          | 4                                          |                                            |  |   |                                               |                                               |                                               |                                               |  |   |                                      |                                      |                                      |                                      |  |
|  |                                                  |                                                  | 8                                                | Ballenas Galeana                                 | 2 | 1 |                                            |                                            |                                            |                                            |  |   |                                               |                                               |                                               |                                               |  |   |                                      |                                      |                                      |                                      |  |
|  | 8                                                | Ballenas Galeana                                 | 8                                                | Ballenas Galeana                                 | 2 | 1 | 0                                          | 6                                          |                                            |                                            |  |   |                                               |                                               |                                               |                                               |  |   |                                      |                                      |                                      |                                      |  |
|  | 8                                                | Ballenas Galeana                                 |                                                  |                                                  |   |   |                                            |                                            |                                            |                                            |  |   |                                               |                                               |                                               |                                               |  |   |                                      |                                      |                                      |                                      |  |
|  | 9                                                | Deportivo Tepic                                  | 2                                                | 0                                                |   |   |                                            |                                            |                                            |                                            |  |   |                                               |                                               |                                               |                                               |  |   |                                      |                                      |                                      |                                      |  |
|  | 9                                                | Deportivo Tepic                                  | 2                                                | 0                                                |   |   |                                            |                                            |                                            |                                            |  |   |                                               |                                               |                                               |                                               |  |   |                                      |                                      |                                      |                                      |  |
|  |                                                  |                                                  |                                                  |                                                  |   |   |                                            |                                            |                                            |                                            |  |   |                                               |                                               |                                               |                                               |  |   |                                      |                                      |                                      |                                      |  |

(pt) Avanza por mejor posición en la Tabla General

### Octavos de final
| 26 de abril, 17:00 | UAEM | 0:1 (0:0) | Titanes      | Estadio Alberto "Chivo" Córdoba, Toluca                           |                                                                   |
|                    |      | Reporte   | R. Meráz 46' | Asistencia: 150 espectadores Árbitro(s): Jesús Bisguerra Mendiola | Asistencia: 150 espectadores Árbitro(s): Jesús Bisguerra Mendiola |

| 29 de abril, 12:00                                            | Titanes          | 2:1 (1:0) | UAEM          | Estadio Primero de Mayo, Tulancingo                                        |                                                                            |
|                                                               | V. Mañón 6', 46' | Reporte   | D. Osorio 89' | Asistencia: 2,000 espectadores Árbitro(s): Marco Antonio Hernández Ramírez | Asistencia: 2,000 espectadores Árbitro(s): Marco Antonio Hernández Ramírez |
| Con marcador global de 3-1, Titanes avanzó a cuartos de final |                  |           |               |                                                                            |                                                                            |

| 26 de abril, 16:30 | Cruz Azul Jasso               | 2:0 (0:0) | Los Altos | Estadio 10 de diciembre, Ciudad Cooperativa Cruz Azul               |                                                                     |
|                    | E. Mendoza 46' · C. López 81' | Reporte   |           | Asistencia: 1,000 espectadores Árbitro(s): Jorge Adán Tonix Vázquez | Asistencia: 1,000 espectadores Árbitro(s): Jorge Adán Tonix Vázquez |

| 28 de abril, 18:00                                                    | Los Altos                     | 2:1 (1:0) | Cruz Azul Jasso | Estadio Las Ánimas, Yahualica                                     |                                                                   |
|                                                                       | E. Juárez 27' · R. Aviléz 63' | Reporte   | E. Mendoza 61'  | Asistencia: 2,500 espectadores Árbitro(s): Humberto Sánchez Reyna | Asistencia: 2,500 espectadores Árbitro(s): Humberto Sánchez Reyna |
| Con marcador global de 2-3, Cruz Azul Jasso avanzó a cuartos de final |                               |           |                 |                                                                   |                                                                   |

| 25 de abril, 20:30 | Tampico Madero | 0:2 (0:1) | U.A. Chihuahua                    | Estadio Tamaulipas, Tampico - Ciudad Madero                        |                                                                    |
|                    |                | Reporte   | A. Villegas 18' · D. González 77' | Asistencia: 4,000 espectadores Árbitro(s): Rodrigo Cervantes Muñóz | Asistencia: 4,000 espectadores Árbitro(s): Rodrigo Cervantes Muñóz |

| 28 de abril, 18:30                                                                      | U.A. Chihuahua                                    | 4:0 (2:0) | Tampico Madero | Estadio Olímpico José Reyes Baeza, Chihuahua                          |                                                                       |
|                                                                                         | H. García 44' · M. Loya 45' · H. Ledezma 62', 79' | Reporte   |                | Asistencia: 2,500 espectadores Árbitro(s): Mario Humberto Vargas Mata | Asistencia: 2,500 espectadores Árbitro(s): Mario Humberto Vargas Mata |
| Con marcador global de 6-0, Universidad Autónoma de Chihuahua avanzó a cuartos de final |                                                   |           |                |                                                                       |                                                                       |

| 25 de abril, 16:00 | Ocelotes UNACH | 0:1 (0:0) | Orizaba          | Estadio Olímpico de Tapachula, Tapachula                             |                                                                      |
|                    |                | Reporte   | L. Hernández 85' | Asistencia: 800 espectadores Árbitro(s): Ilya Izaskun Flores Florián | Asistencia: 800 espectadores Árbitro(s): Ilya Izaskun Flores Florián |

| 28 de abril, 16:00 | Orizaba       | 1:2 (0:0) | Ocelotes UNACH             | Estadio Socum, Orizaba                 |                                        |
| | E. Nieves 77' | Reporte   | A. Rodas 46' · D. Lara 84' | Árbitro(s): Edgar Allan Morales Olvera | Árbitro(s): Edgar Allan Morales Olvera |
| Pese a empatar 2-2 en el marcador global, Orizaba avanzó a cuartos de final por su mejor posición en la tabla general |               |           |                            |                                        |                                        |

| 25 de abril, 17:30 | Unión de Curtidores | 1:1 (0:0) | Tecamachalco  | Estadio La Martinica, León                                            |                                                                       |
|                    | M. Gallegos 85'     | Reporte   | L. Suárez 60' | Asistencia: 300 espectadores Árbitro(s): Julio César Mondragón Robles | Asistencia: 300 espectadores Árbitro(s): Julio César Mondragón Robles |

| 28 de abril, 12:00                                                 | Tecamachalco                                                          | 4:1 (1:1) | Unión de Curtidores | Estadio Neza 86, Ciudad Nezahualcóyotl                          |                                                                 |
|                                                                    | F. Iturbide 8' · D. Martínez 71' · I. Quintana 75' · O. Fernández 82' | Reporte   | M. Aceves 20'       | Asistencia: 200 espectadores Árbitro(s): Edgar Homero Ruíz Díaz | Asistencia: 200 espectadores Árbitro(s): Edgar Homero Ruíz Díaz |
| Con marcador global de 5-2, Tecamachalco avanzó a cuartos de final |                                                                       |           |                     |                                                                 |                                                                 |

| 25 de abril, 17:00 | Patriotas                          | 2:0 (1:0) | Bravos | Estadio Rafael Murillo Vidal, Córdoba                                |                                                                      |
|                    | J. Echevarría 30' · P. Jiménez 71' | Reporte   |        | Asistencia: 3,000 espectadores Árbitro(s): Jonathan Hernández Juárez | Asistencia: 3,000 espectadores Árbitro(s): Jonathan Hernández Juárez |

| 28 de abril, 19:15                                              | Bravos                         | 2:1 (1:1) | Patriotas         | Unidad Deportiva Benito Juárez, Nuevo Laredo                        |                                                                     |
|                                                                 | M. Moreno 17' · C. Ramírez 83' | Reporte   | J. Echevarría 11' | Asistencia: 1,000 espectadores Árbitro(s): Marco Antonio Ortiz Nava | Asistencia: 1,000 espectadores Árbitro(s): Marco Antonio Ortiz Nava |
| Con marcador global de 2-3, Patriotas avanzó a cuartos de final |                                |           |                   |                                                                     |                                                                     |

| 25 de abril, 16:00 | Correcaminos "B" | 1:2 (0:1) | Chivas Rayadas                 | Estadio Prof. Eugenio Alvizo Porras, Ciudad Victoria         |                                                              |
|                    | J. Domínguez 83' | Reporte   | C. Morán 38' · J. González 72' | Asistencia: 300 espectadores Árbitro(s): Hernán Ramírez Díaz | Asistencia: 300 espectadores Árbitro(s): Hernán Ramírez Díaz |

| 28 de abril, 17:00                                                   | Chivas Rayadas                                      | 3:0 (2:0) | Correcaminos "B" | Estadio Omnilife, Zapopan                                        |                                                                  |
|                                                                      | J. Martínez 31' · V. Perales 37' · R. Guillén 90+2' | Reporte   |                  | Asistencia: 50 espectadores Árbitro(s): Adonai Escobedo González | Asistencia: 50 espectadores Árbitro(s): Adonai Escobedo González |
| Con marcador global de 5-1, Chivas Rayadas avanzó a cuartos de final |                                                     |           |                  |                                                                  |                                                                  |

| 25 de abril, 20:30 | Deportivo Tepic            | 2:0 (0:0) | Ballenas Galeana | Arena Cora, Tepic                                               |                                                                 |
|                    | A. Luna 49' · E. Valle 73' | Reporte   |                  | Asistencia: 4,000 espectadores Árbitro(s): Diego Montaño Robles | Asistencia: 4,000 espectadores Árbitro(s): Diego Montaño Robles |

| 28 de abril, 16:30                                                     | Ballenas Galeana                                                       | 6:0 (6:0) | Deportivo Tepic | Estadio Mariano Matamoros, Xochitepec                             |                                                                   |
|                                                                        | I. Pacheco 1', 27' · F. Bello 5' · O. Sánchez 10', 17' · E. Burgoa 22' | Reporte   |                 | Asistencia: 100 espectadores Árbitro(s): Fernando Hernández Gómez | Asistencia: 100 espectadores Árbitro(s): Fernando Hernández Gómez |
| Con marcador global de 6-2, Ballenas Galeana avanzó a cuartos de final |                                                                        |           |                 |                                                                   |                                                                   |

### Cuartos de final
| 3 de mayo, 16:30 | Cruz Azul Jasso   | 1:0 (0:0) | Titanes | Estadio 10 de diciembre, Ciudad Cooperativa Cruz Azul                |                                                                      |
|                  | A. Verduzco 90+2' | Reporte   |         | Asistencia: 2,000 espectadores Árbitro(s): Jonathan Hernández Juárez | Asistencia: 2,000 espectadores Árbitro(s): Jonathan Hernández Juárez |

| 6 de mayo, 12:00                                                                                                 | Titanes      | 1:0 (1:0) | Cruz Azul Jasso | Estadio Primero de Mayo, Tulancingo                                 |                                                                     |
| | V. Mañón 10' | Reporte   |                 | Asistencia: 1,500 espectadores Árbitro(s): Fernando Hernández Gómez | Asistencia: 1,500 espectadores Árbitro(s): Fernando Hernández Gómez |
| Pese a empatar 1-1 en el marcador global, Titanes avanzó a Semifinales por su mejor posición en la tabla general |              |           |                 |                                                                     |                                                                     |

| 2 de mayo, 16:00 | Orizaba                      | 2:1 (1:1) | U.A. Chihuahua | Estadio Socum, Orizaba                                                     |                                                                            |
|                  | A. Ruíz 38' · J. Treviño 72' | Reporte   | M. Loya 12'    | Asistencia: 4,500 espectadores Árbitro(s): Marco Antonio Hernández Ramírez | Asistencia: 4,500 espectadores Árbitro(s): Marco Antonio Hernández Ramírez |

| 5 de mayo, 19:00                                                                   | U.A. Chihuahua                                     | 3:1 (1:0) | Orizaba     | Estadio Olímpico José Reyes Baeza, Chihuahua                            |                                                                         |
|                                                                                    | A. Montes 38' · D. González 74' · R. Gutiérrez 76' | Reporte   | A. Ruíz 89' | Asistencia: 1,500 espectadores Árbitro(s): Julio César Mondragón Robles | Asistencia: 1,500 espectadores Árbitro(s): Julio César Mondragón Robles |
| Con marcador global de 4-3, Universidad Autónoma de Chihuahua avanzó a Semifinales |                                                    |           |             |                                                                         |                                                                         |

| 2 de mayo, 17:00 | Patriotas                   | 3:1 (2:0) | Tecamachalco     | Estadio Rafael Murillo Vidal, Córdoba                                |                                                                      |
|                  | J. Echevarría 29', 44', 91' | Reporte   | O. Fernández 54' | Asistencia: 3,000 espectadores Árbitro(s): Carlos Javier Ríos García | Asistencia: 3,000 espectadores Árbitro(s): Carlos Javier Ríos García |

| 5 de mayo, 12:00                                              | Tecamachalco                                                                                      | 7:0 (2:0) | Patriotas | Estadio Neza 86, Ciudad Nezahualcóyotl                            |                                                                   |
|                                                               | J. Langarica 3' · D. Martínez 5' · F. Iturbide 49', 57', 68' · I. Quintana 81' · O. Fernández 90' | Reporte   |           | Asistencia: 300 espectadores Árbitro(s): Jesús Bisguerra Mendiola | Asistencia: 300 espectadores Árbitro(s): Jesús Bisguerra Mendiola |
| Con marcador global de 8-3, Tecamachalco avanzó a Semifinales |                                                                                                   |           |           |                                                                   |                                                                   |

| 2 de mayo, 16:00 | Ballenas Galeana            | 2:2 (1:0) | Chivas Rayadas                  | Estadio Mariano Matamoros, Xochitepec                           |                                                                 |
|                  | A. Castro 40' · J. Cruz 60' | Reporte   | M. Basulto 47' · O. Ledesma 66' | Asistencia: 300 espectadores Árbitro(s): Edgar Homero Ruíz Díaz | Asistencia: 300 espectadores Árbitro(s): Edgar Homero Ruíz Díaz |

| 5 de mayo, 17:00                                                | Chivas Rayadas                                        | 4:1 (2:0) | Ballenas Galeana | Estadio Jalisco, Guadalajara                                      |                                                                   |
|                                                                 | A. Castro 15' · J. Martínez 26', 61' · O. Ledesma 70' | Reporte   | A. Figueroa 46'  | Asistencia: 500 espectadores Árbitro(s): Marco Antonio Ortiz Nava | Asistencia: 500 espectadores Árbitro(s): Marco Antonio Ortiz Nava |
| Con marcador global de 6-3, Chivas Rayadas avanzó a Semifinales |                                                       |           |                  |                                                                   |                                                                   |

### Semifinales
| 10 de mayo, 19:00 | U.A. Chihuahua | 0:2 (0:1) | Titanes                          | Estadio Olímpico José Reyes Baeza, Chihuahua                        |                                                                     |
|                   |                | Reporte   | E. Fernández 7' · L. Sánchez 82' | Asistencia: 1,000 espectadores Árbitro(s): Marco Antonio Ortiz Nava | Asistencia: 1,000 espectadores Árbitro(s): Marco Antonio Ortiz Nava |

| 13 de mayo, 12:00                                     | Titanes      | 1:1 (1:0) | U.A. Chihuahua    | Estadio Primero de Mayo, Tulancingo                                 |                                                                     |
|                                                       | V. Mañón 38' | Reporte   | N. Castrellón 58' | Asistencia: 1,000 espectadores Árbitro(s): Jorge Adán Tonix Vázquez | Asistencia: 1,000 espectadores Árbitro(s): Jorge Adán Tonix Vázquez |
| Con marcador global de 3-1, Titanes avanzó a la Final |              |           |                   |                                                                     |                                                                     |

| 9 de mayo, 17:00 | Chivas Rayadas                | 2:1 (1:1) | Tecamachalco     | Estadio Omnilife, Zapopan                                       |                                                                 |
|                  | O. Ledesma 3' · C. Zamora 88' | Reporte   | O. Fernández 16' | Asistencia: 800 espectadores Árbitro(s): Edgar Homero Ruíz Díaz | Asistencia: 800 espectadores Árbitro(s): Edgar Homero Ruíz Díaz |

| 12 de mayo, 12:00                                          | Tecamachalco                                              | 4:1 (1:0) | Chivas Rayadas | Estadio Neza 86, Ciudad Nezahualcóyotl                            |                                                                   |
|                                                            | F. Iturbide 23', 52' · O. Fernández 56' · I. Quintana 83' | Reporte   | O. Torres 70'  | Asistencia: 500 espectadores Árbitro(s): Jesús Bisguerra Mendiola | Asistencia: 500 espectadores Árbitro(s): Jesús Bisguerra Mendiola |
| Con marcador global de 5-3, Tecamachalco avanzó a la Final |                                                           |           |                |                                                                   |                                                                   |

### Final
| 17 de mayo, 16:00 | Tecamachalco | 0:2 (0:0) | Titanes           | Estadio Neza 86, Ciudad Nezahualcóyotl                            |                                                                   |
|                   |              | Reporte   | V. Mañón 51', 84' | Asistencia: 1,000 espectadores Árbitro(s): Edgar Homero Ruíz Díaz | Asistencia: 1,000 espectadores Árbitro(s): Edgar Homero Ruíz Díaz |

| 20 de mayo, 12:00                                                       | Titanes           | 2:0 (0:0) | Tecamachalco | Estadio Primero de Mayo, Tulancingo                                 |                                                                     |
|                                                                         | V. Mañón 74', 80' | Reporte   |              | Asistencia: 2,500 espectadores Árbitro(s): Jesús Bisguerra Mendiola | Asistencia: 2,500 espectadores Árbitro(s): Jesús Bisguerra Mendiola |
| Con marcador global de 4-0, Titanes es campeón del Torneo Clausura 2012 |                   |           |              |                                                                     |                                                                     |

| Campeón Torneo Clausura 2012 |
| ---------------------------- |
|                              |
| Titanes                      |
| 2do Título                   |